# Les Angles (Pyrénées-Orientales)
Pour les articles homonymes, voir Les Angles.
Pour la station de sports d'hiver, voir Les Angles (station).
Les Angles  (catalan : Els Angles) sont une commune française située dans l'ouest du département des Pyrénées-Orientales, en région Occitanie. Sur le plan historique et culturel, la commune est dans le pays du Capcir, un haut plateau constitué d'une ancienne cuvette glaciaire resserrée entre les massifs granitiques du Carlit et du Madrès.
Exposée à un climat de montagne, elle est drainée par la Têt, l'Aude, la Lladura, Rec de Puig Peric, Rec de Vallsera et par deux autres cours d'eau. Incluse dans le parc naturel régional des Pyrénées catalanes, la commune possède un patrimoine naturel remarquable : un site Natura 2000 (« Capcir, Carlit et Campcardos »), un espace protégé (les « Rivières la Carança, la Tet et de Maureillas ») et neuf zones naturelles d'intérêt écologique, faunistique et floristique.
Les Angles sont une commune rurale qui compte 584 habitants en 2022, après avoir connu une forte hausse de la population depuis 1962. Ses habitants sont appelés les Anglois ou  Angloises.

## Géographie

### Localisation
La commune des Angles se trouve dans le département des Pyrénées-Orientales, en région Occitanie.
Elle se situe à 68 km à vol d'oiseau de Perpignan, préfecture du département, et à 29 km de Prades, sous-préfecture.
Les communes les plus proches sont : 
Matemale (3,8 km), Formiguères (4,6 km), Fontrabiouse (6,7 km), La Llagonne (6,9 km), Caudiès-de-Conflent (7,2 km), Réal (7,6 km), Bolquère (8,3 km), Puyvalador (8,5 km).
Sur le plan historique et culturel, Les Angles font partie de la région du Capcir, un haut plateau situé à plus de  1 400 m d'altitude, constitué d'une ancienne cuvette glaciaire resserrée entre les massifs granitiques du Carlit et du Madrès.
|                                     | Formiguères |          |
| Angoustrine-Villeneuve-des-Escaldes | des Angles  | Matemale |
| Bolquère (sur 50 m)                 | La Llagonne |          |

### Géologie
La superficie de la commune est de 4 320 hectares. L'altitude varie entre 1 531 et 2 808 mètres. Le centre du village est à une altitude de 1 650 m.
La commune est classée en zone de sismicité 4, correspondant à une sismicité moyenne.

### Hydrographie
La commune borde le lac de Matemale (230 ha), traversé par le fleuve de l'Aude qui prend sa source dans la commune, au lac d'Aude. La Têt, autre fleuve se jetant dans la mer Méditerranée en aval de Perpignan, borde aussi la commune à l'ouest avec le lac des Bouillouses.

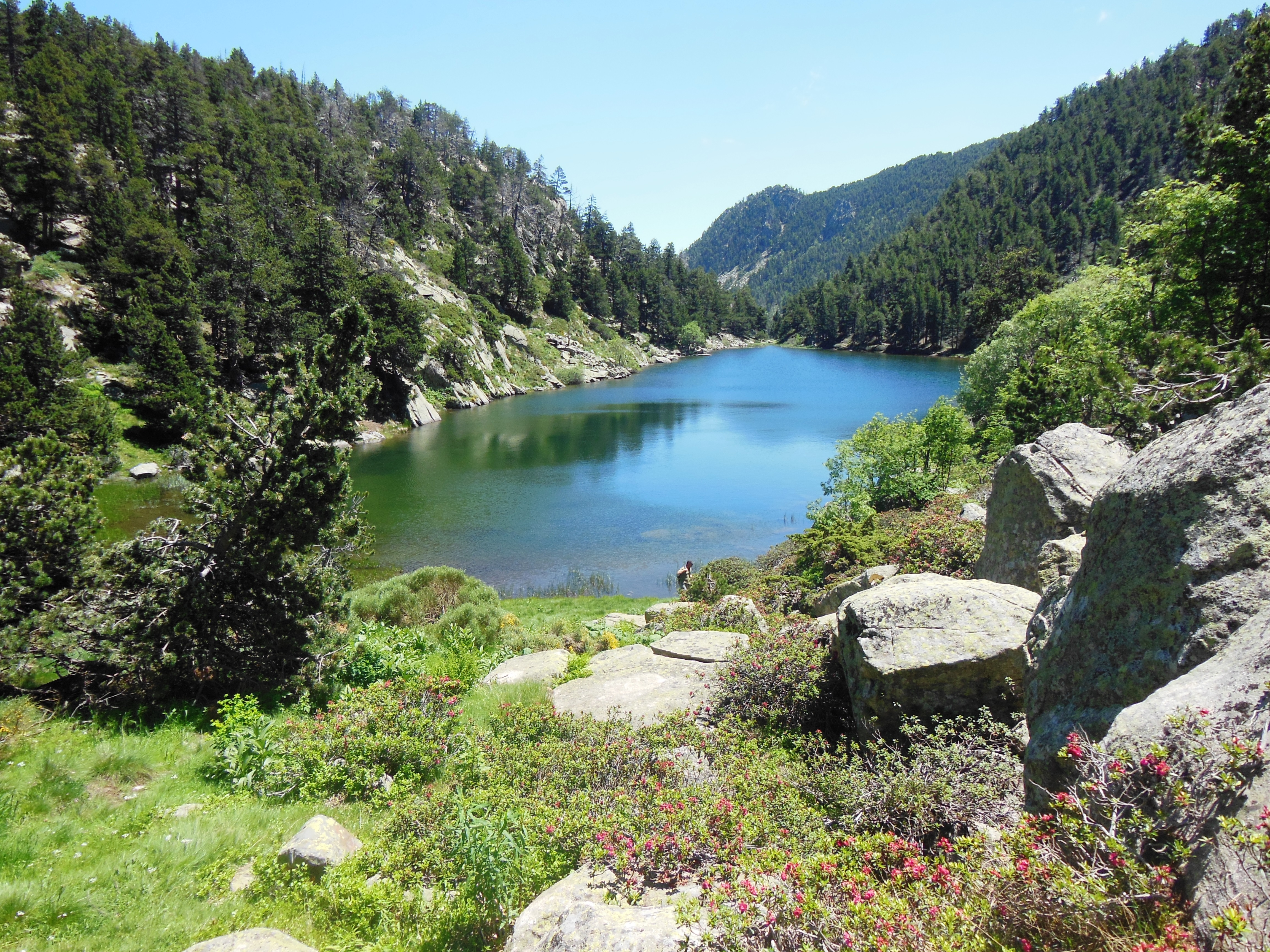
L'étang de la Balmette.

Le lac de Balcère (Vallsera en catalan), et l'étang de la Balmette, plus petits, se trouvent aussi dans la commune.

### Climat
Pour des articles plus généraux, voir Climat de l'Occitanie et Climat des Pyrénées-Orientales.
En 2010, le climat de la commune est de type climat des marges montargnardes, selon une étude du CNRS s'appuyant sur une série de données couvrant la période 1971-2000. En 2020, Météo-France publie une typologie des climats de la France métropolitaine dans laquelle la commune est exposée à un climat de montagne ou de marges de montagne et est dans la région climatique Pyrénées orientales, caractérisée par une faible pluviométrie, un très bon ensoleillement (2 600 h/an), un air sec, particulièrement en hiver et peu de brouillards.
Pour la période 1971-2000, la température annuelle moyenne est de 7,2 °C, avec une amplitude thermique annuelle de 14,9 °C. Le cumul annuel moyen de précipitations est de 836 mm, avec 7,9 jours de précipitations en janvier et 6,5 jours en juillet. Pour la période 1991-2020, la température moyenne annuelle observée sur la station météorologique la plus proche, située sur la commune de Formiguères à 5 km à vol d'oiseau, est de 7,6 °C et le cumul annuel moyen de précipitations est de 737,3 mm,. Pour l'avenir, les paramètres climatiques de la commune estimés pour 2050 selon différents scénarios d’émission de gaz à effet de serre sont consultables sur un site dédié publié par Météo-France en novembre 2022.

### Milieux naturels et biodiversité

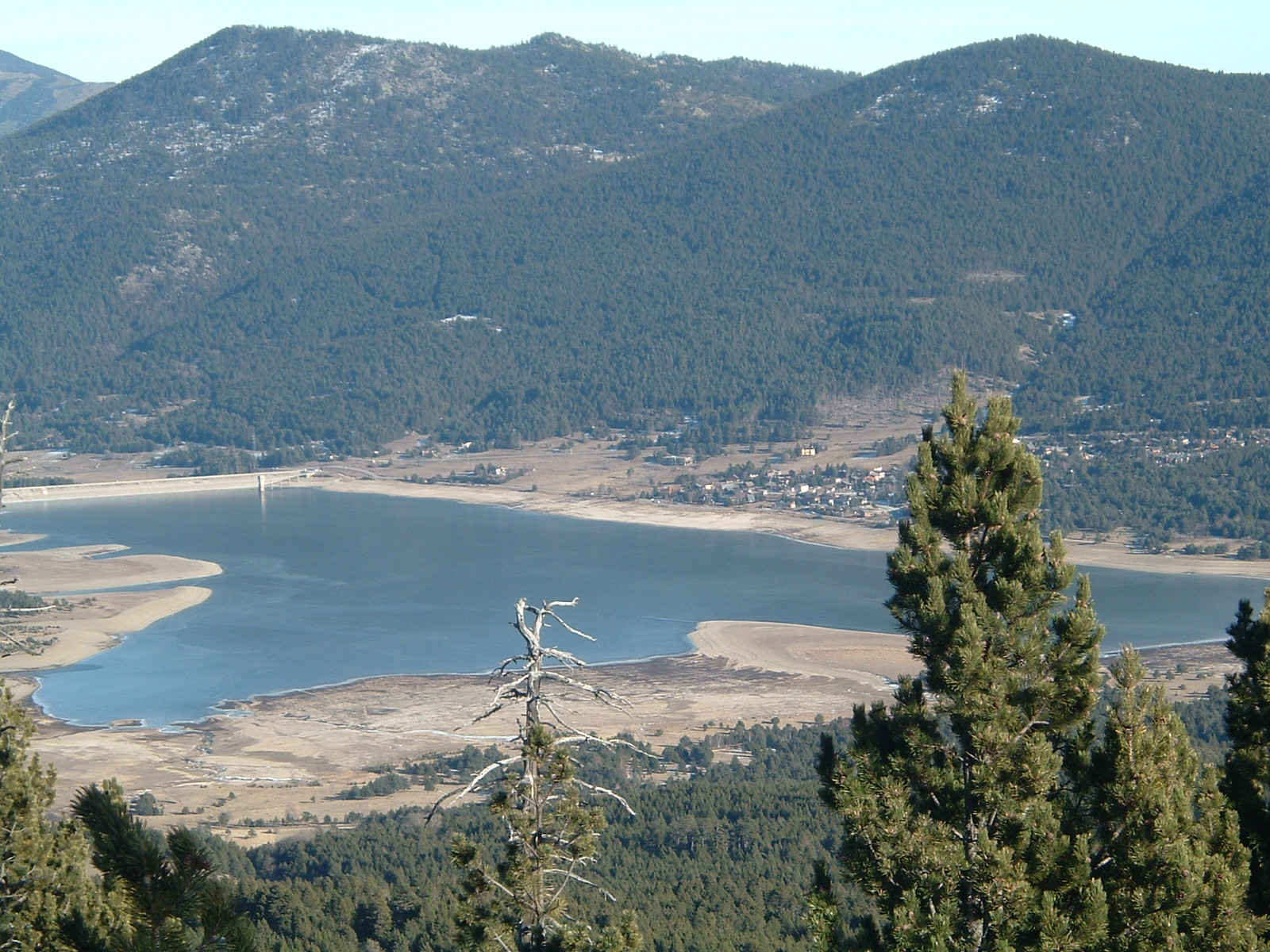
Lac de Matemale depuis les pistes des Angles.
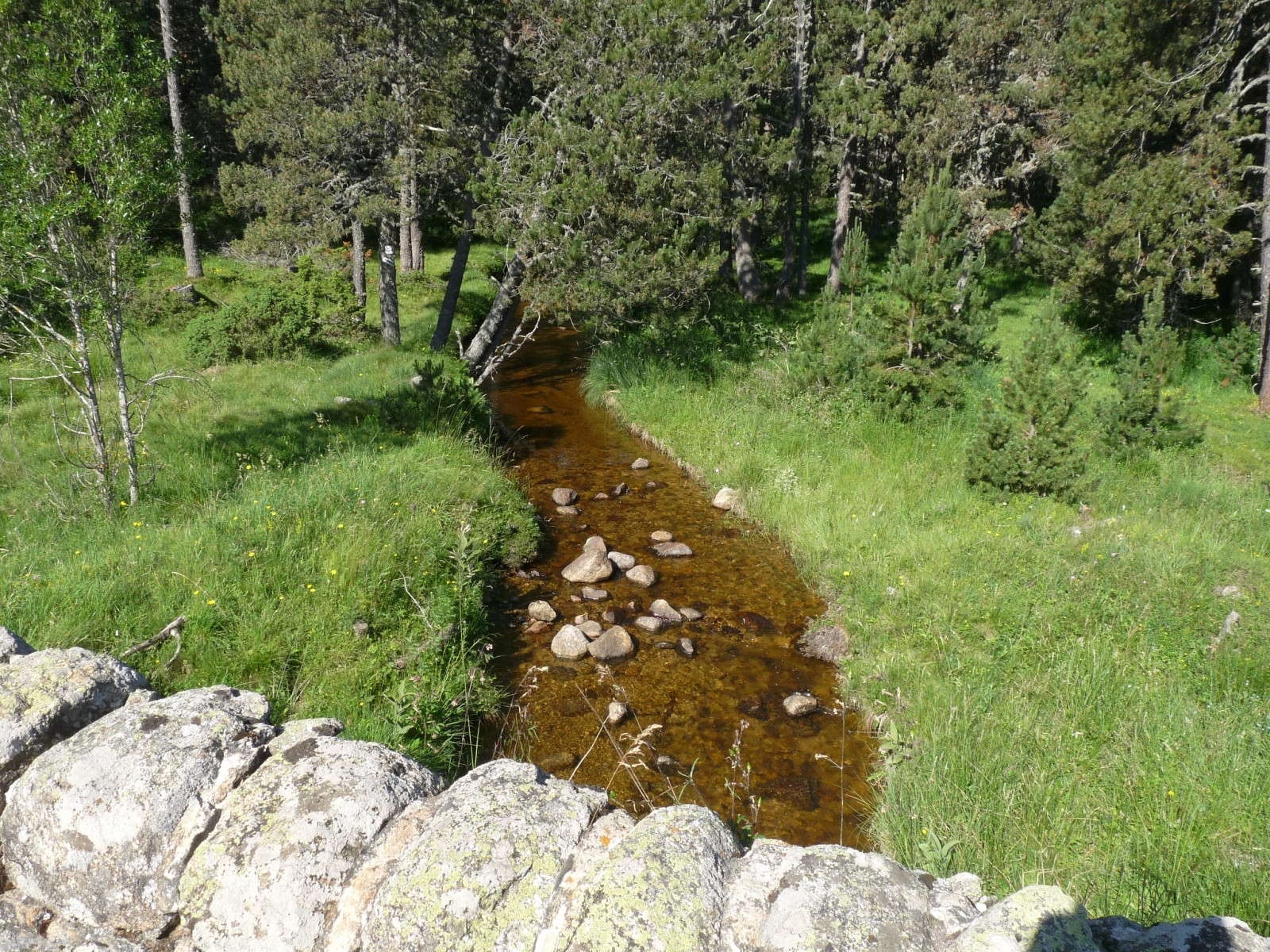
L'Aude vue de la D 32, première route qu'elle croise depuis sa source.
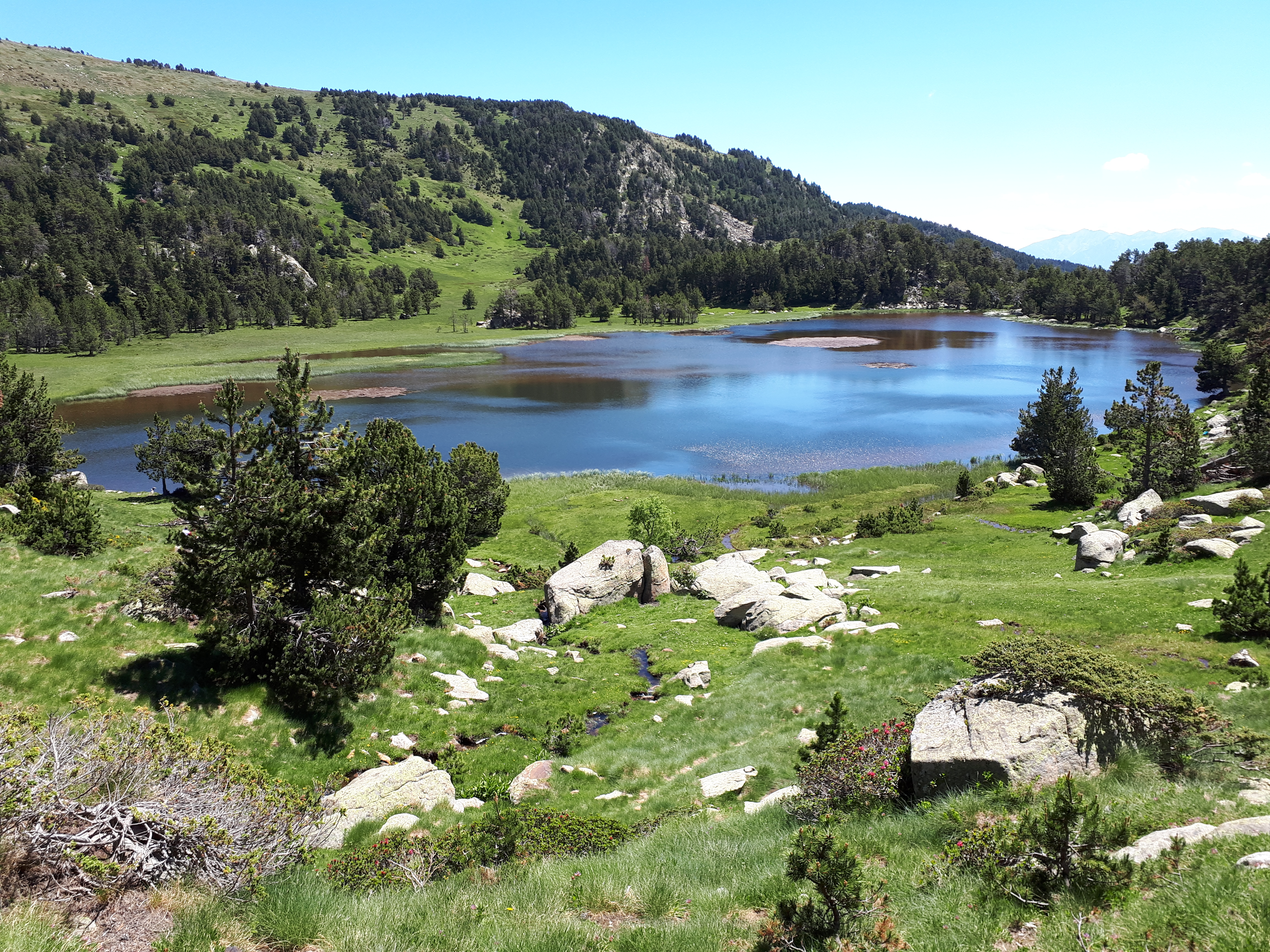
Lac d'Aude
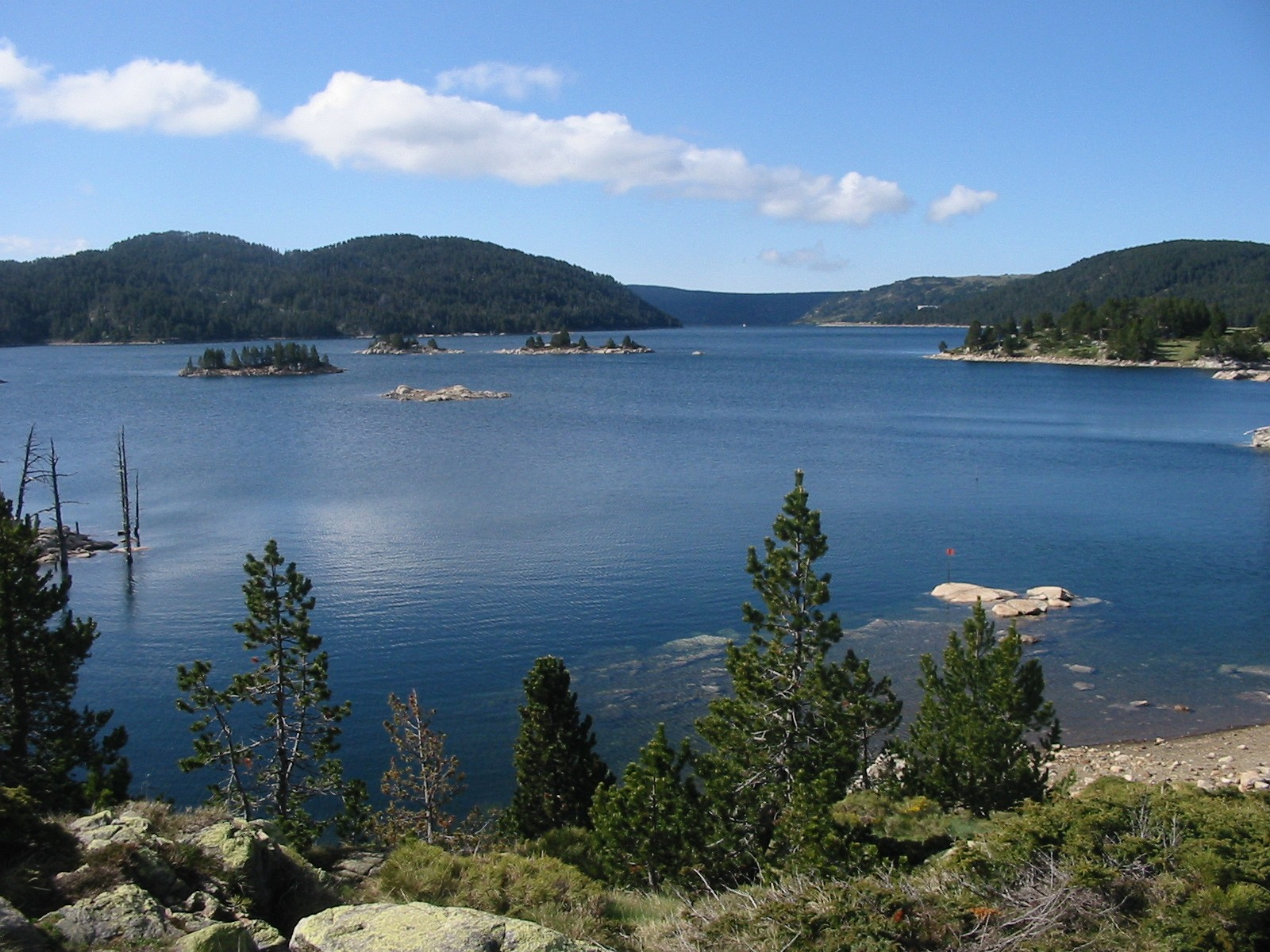
Le lac des Bouillouses vu du nord (à gauche, la commune des Angles).
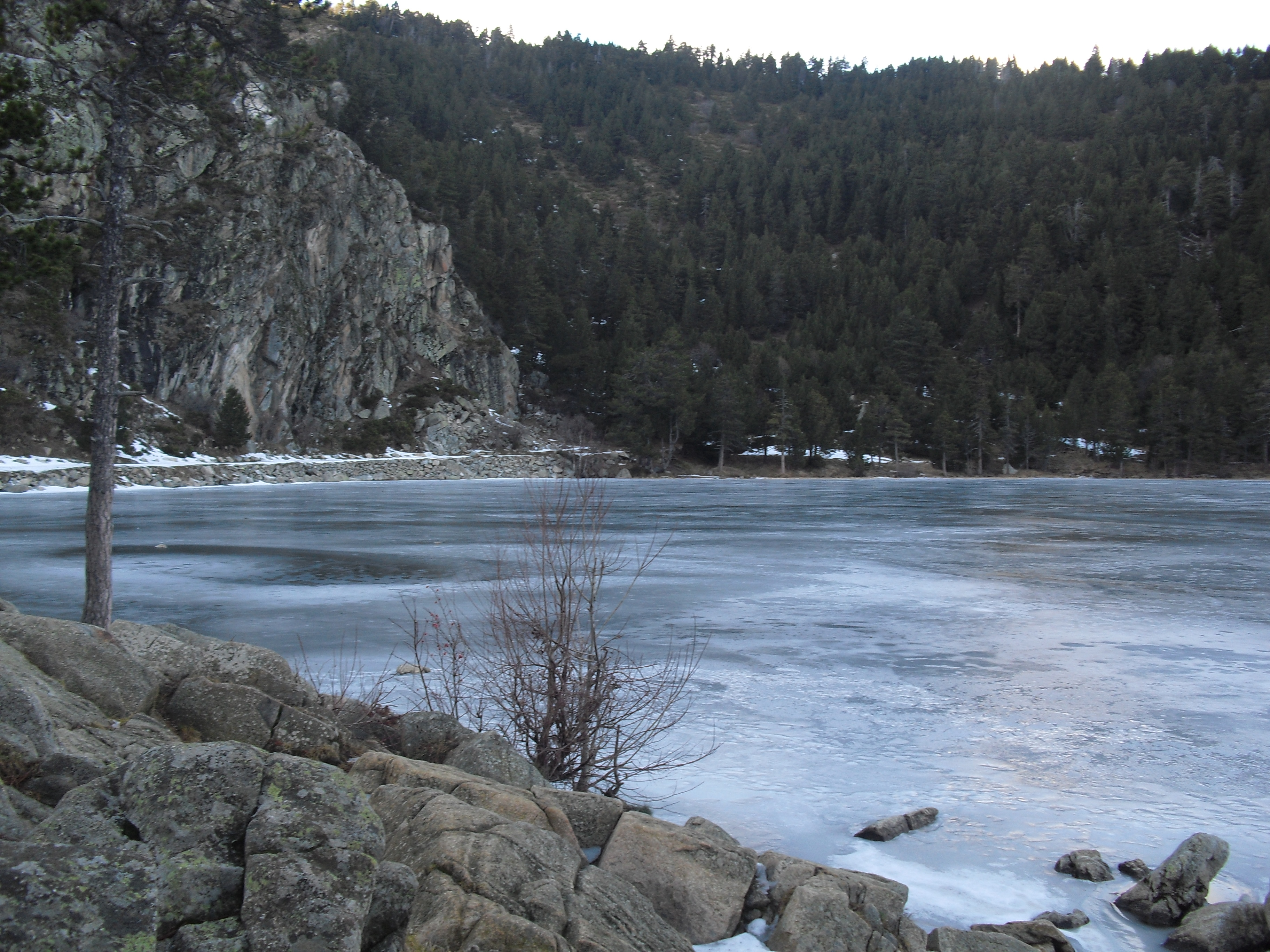
Lac de Balcère à proximité des Angles.

#### Espaces protégés
La protection réglementaire est le mode d’intervention le plus fort pour préserver des espaces naturels remarquables et leur biodiversité associée,.
Dans ce cadre, la commune fait partie.
Deux espaces protégés sont présents sur la commune : 
- les « Rivières la Carança, la Tet et de Maureillas », objet d'un arrêté de protection de biotope, d'une superficie de 107,3 ha[18] ;
- le parc naturel régional des Pyrénées catalanes, créé en 2004 et d'une superficie de 139 062 ha, qui s'étend sur 66 communes du département. Ce territoire s'étage des fonds maraîchers et fruitiers des vallées de basse altitude aux plus hauts sommets des Pyrénées-Orientales en passant par les grands massifs de garrigue et de forêt méditerranéenne[19],[20].

#### Réseau Natura 2000

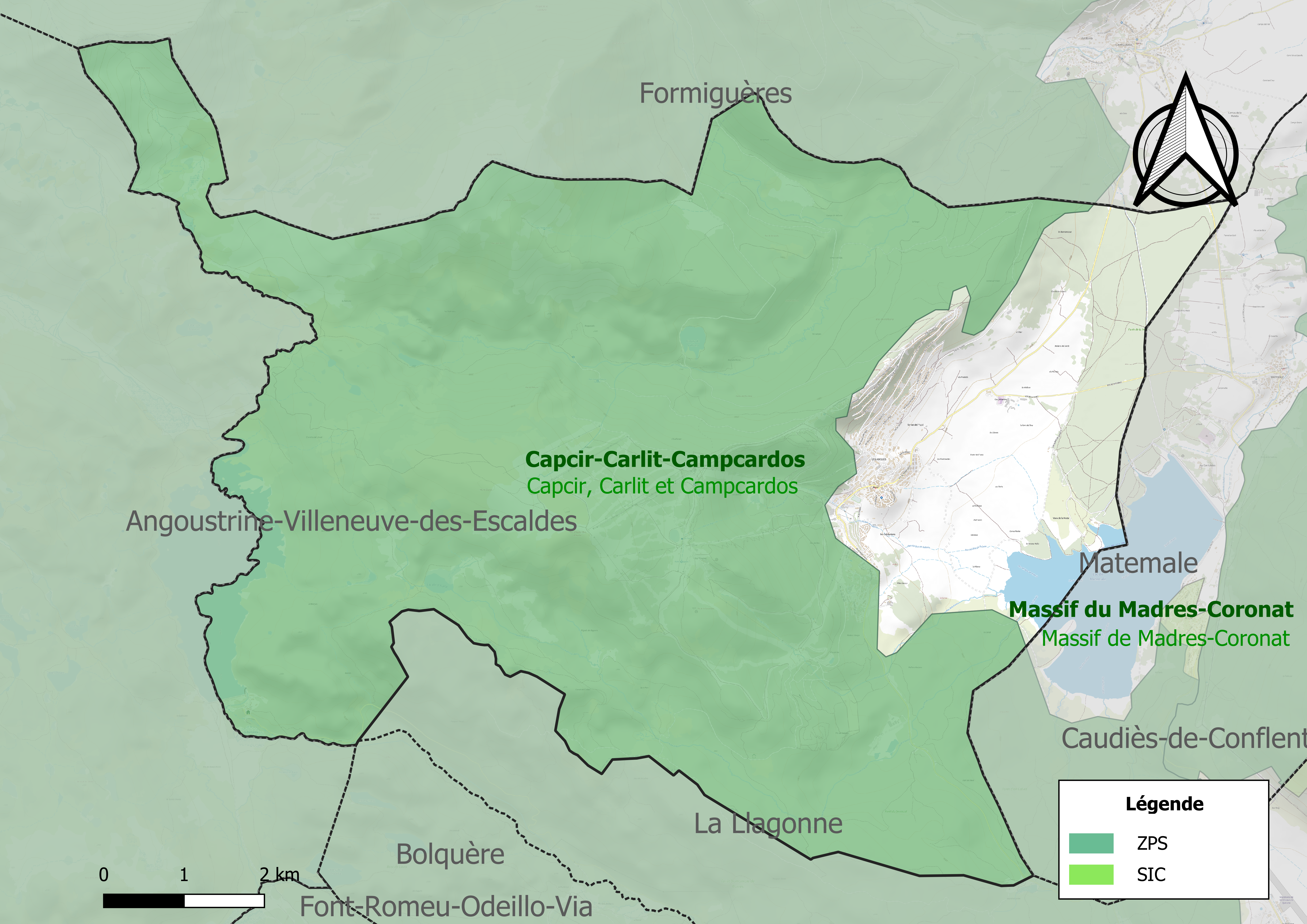
Site Natura 2000 sur le territoire communal.

Le réseau Natura 2000 est un réseau écologique européen de sites naturels d'intérêt écologique élaboré à partir des directives habitats et oiseaux, constitué de zones spéciales de conservation (ZSC) et de zones de protection spéciale (ZPS).
Le site Natura 2000 Capcir-Carlit-Campcardos couvre une superficie de 39 760 ha sur le territoire de quinze communes du département dont celle-ci, à la fois au titre de la directive habitats et de la directive oiseaux. Cette zone présente de nombreux habitats naturels alpins (pelouses, landes) et des milieux rocheux majoritairement siliceux et héberge certaines espèces d'intérêt communautaire : Botrychium simplex, Ligularia sibirica pour les plantes, Desman des Pyrénées et Loche pour les animaux. Au titre de la directive oiseaux, elle recèle une grande diversité d'habitats naturels se traduisant par un patrimoine ornithologique remarquable puisqu'elle accueille la plupart des espèces caractéristiques des zones de montagne, que ce soit parmi les rapaces (Gypaète barbu, Circaète Jean-le-Blanc, aigle royal, Faucon pèlerin), les galliformes (Lagopède, grand Tétras) ou les espèces forestières (Pic noir) et d'autres de milieux plus ouverts,.

#### Zones naturelles d'intérêt écologique, faunistique et floristique
L’inventaire des zones naturelles d'intérêt écologique, faunistique et floristique (ZNIEFF) a pour objectif de réaliser une couverture des zones les plus intéressantes sur le plan écologique, essentiellement dans la perspective d’améliorer la connaissance du patrimoine naturel national et de fournir aux différents décideurs un outil d’aide à la prise en compte de l’environnement dans l’aménagement du territoire.
Six ZNIEFF de type 1 sont recensées sur la commune :
- la « forêt de la Matte » (260 ha), couvrant 3 communes du département[25] ;
- la « forêt de Llivia et ruisseau de la Têt » (992 ha), couvrant 5 communes du département[26] ;
- les « lac d'Aude et zones humides adjacentes » (23 ha)[27] ;
- les « prairies humides du lac de Matemale » (79 ha), couvrant 2 communes du département[28] ;
- la « vallée de Balcère » (609 ha), couvrant 2 communes du département[29] ;
- la « vallée de la Têt en Amont des Bouillouses » (88 ha), couvrant 2 communes du département[30] ;

et trois ZNIEFF de type 2, : 
- les « Capcir » (3 227 ha), couvrant 6 communes du département[31] ;
- la « forêt de pins à crochets de la périphérie du Capcir » (13 788 ha), couvrant 12 communes du département[32] ;
- le « massif du Carlit » (11 838 ha), couvrant 7 communes du département[33].

Carte des ZNIEFF de type 1 et 2 aux Angles.
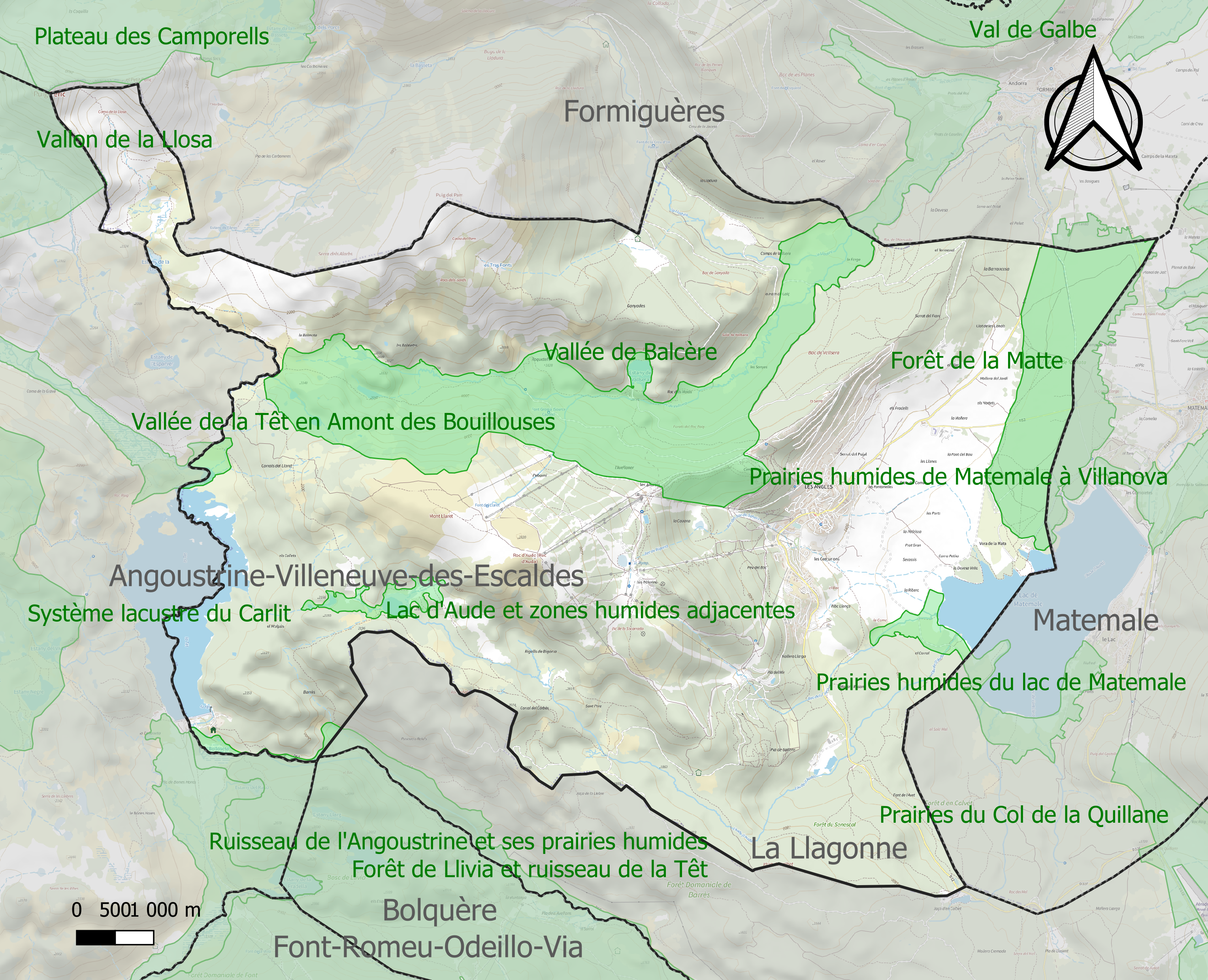
Carte des ZNIEFF de type 1 sur la commune.
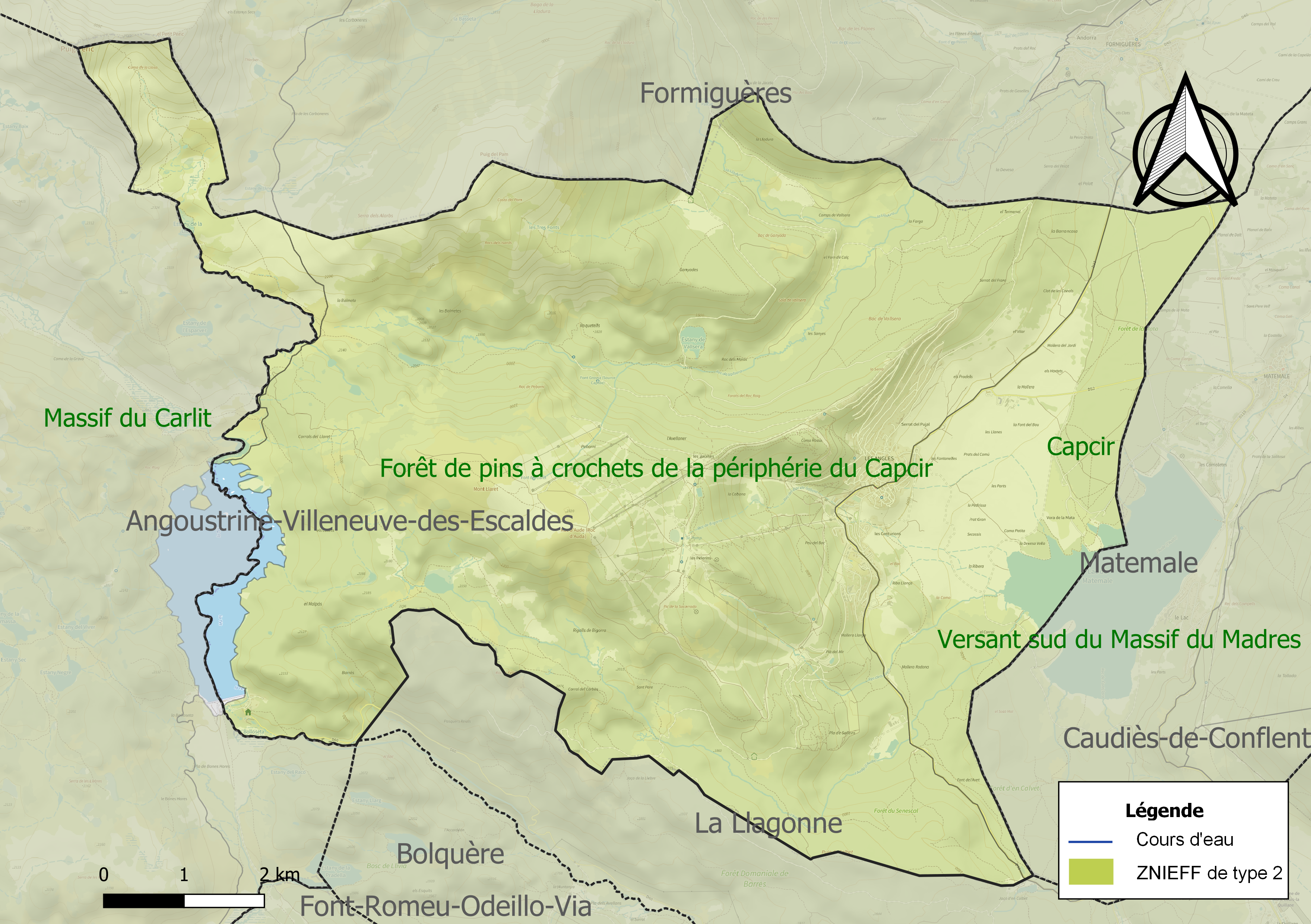
Carte des ZNIEFF de type 2 sur la commune.

## Urbanisme

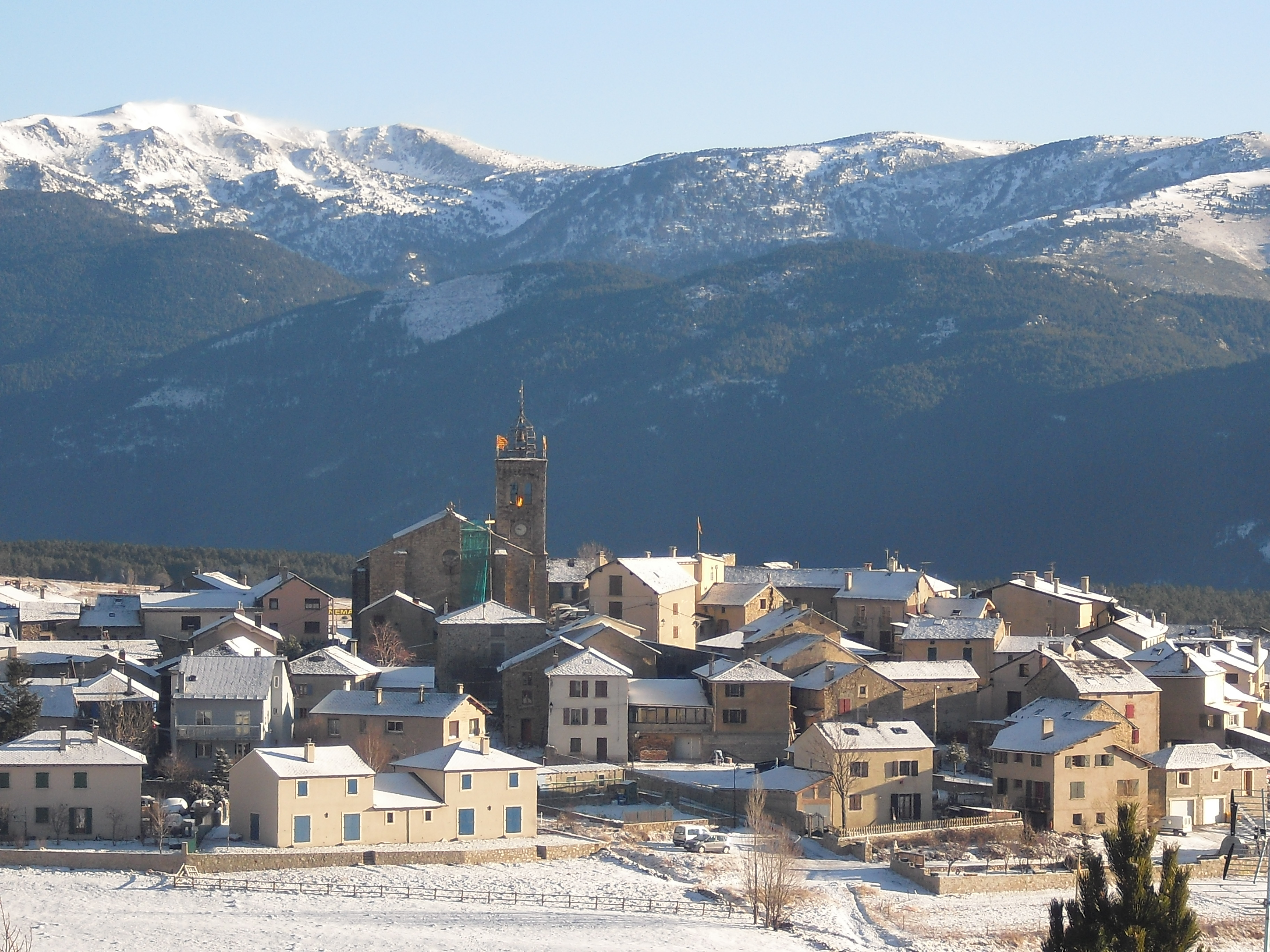
Le village en hiver
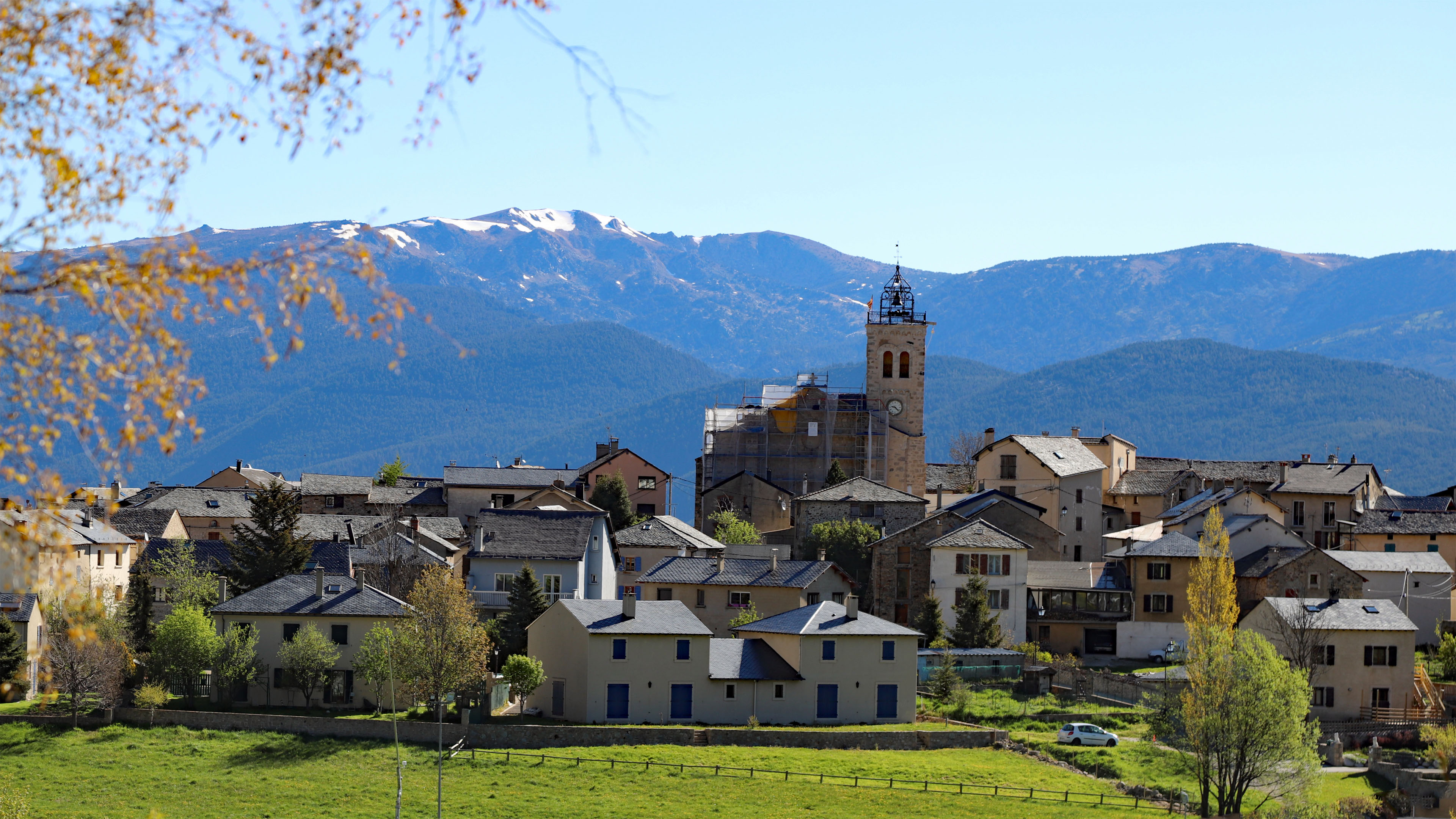
Le cœur du village
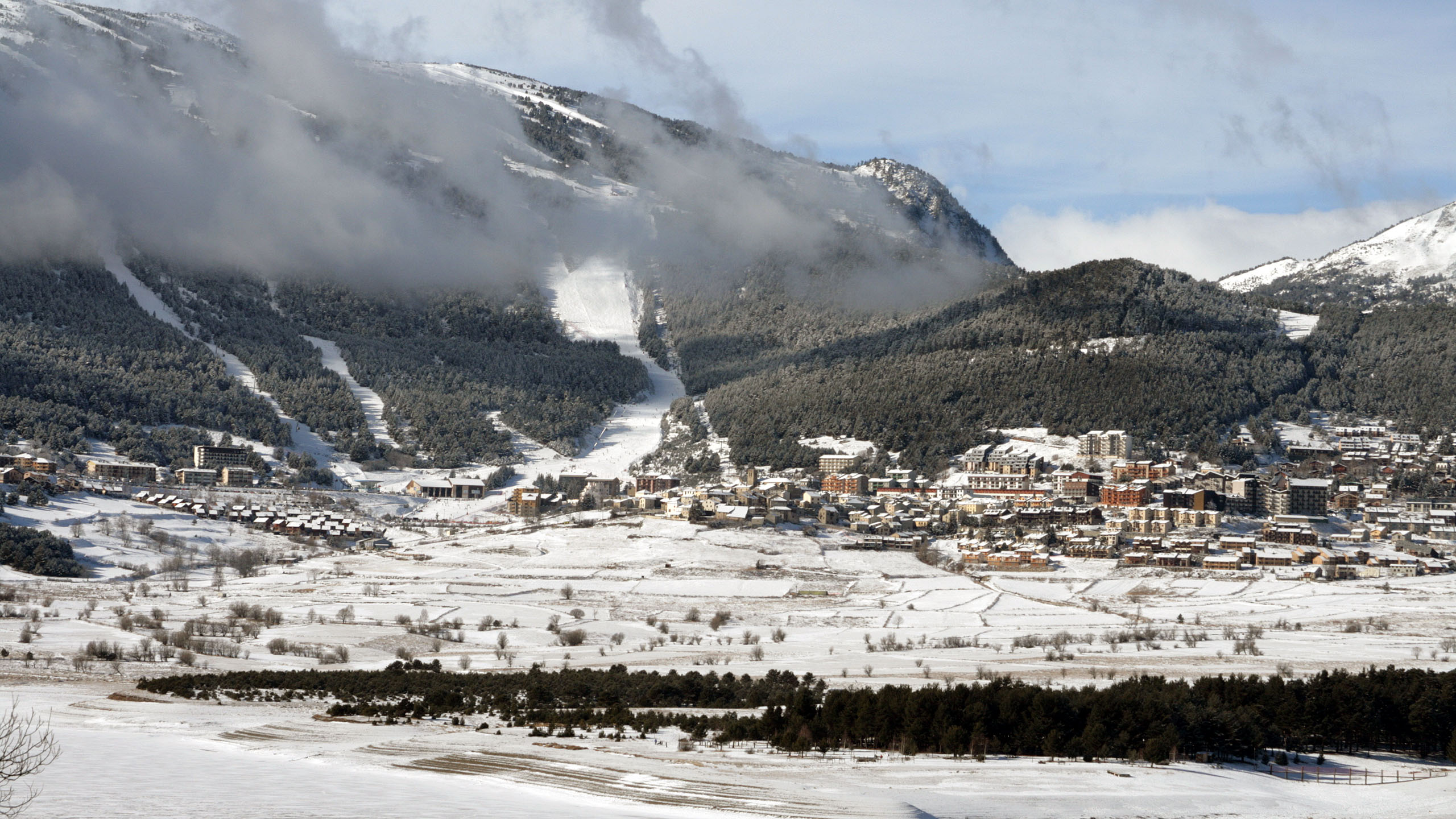
Le village en hiver
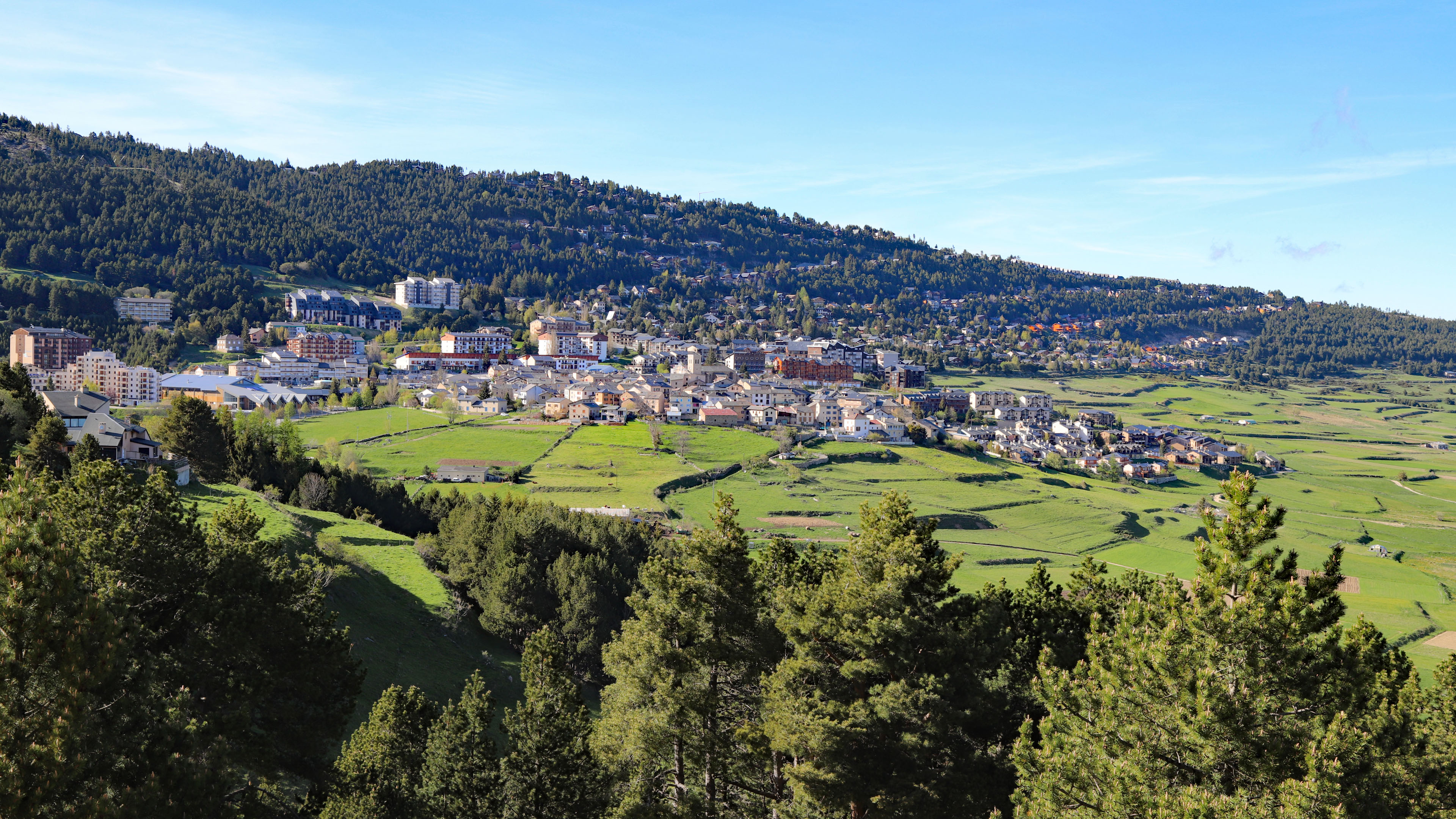
Les Angles en été
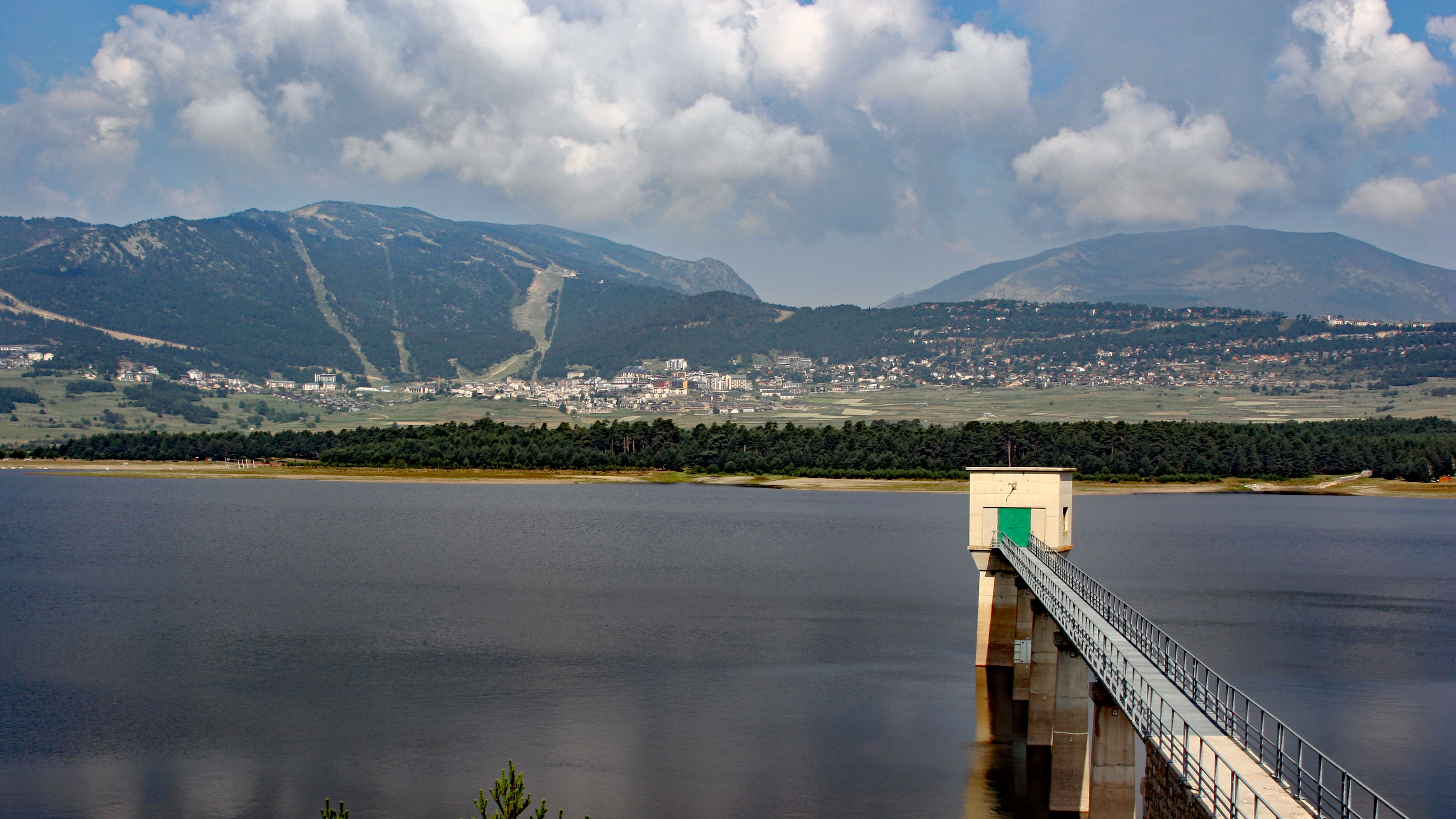
Vue depuis le barrage de Matemale

### Typologie
Au 1er janvier 2024, Les Angles sont catégorisés commune rurale à habitat dispersé, selon la nouvelle grille communale de densité à sept niveaux définie par l'Insee en 2022.
Elle est située hors unité urbaine et hors attraction des villes,.

### Occupation des sols
L'occupation des sols de la commune, telle qu'elle ressort de la base de données européenne d’occupation biophysique des sols Corine Land Cover (CLC), est marquée par l'importance des forêts et milieux semi-naturels (85,4 % en 2018), une proportion sensiblement équivalente à celle de 1990 (85,5 %). La répartition détaillée en 2018 est la suivante : 
forêts (62,1 %), milieux à végétation arbustive et/ou herbacée (20,7 %), prairies (5,7 %), zones agricoles hétérogènes (3,9 %), zones urbanisées (2,8 %), espaces ouverts, sans ou avec peu de végétation (2,6 %), eaux continentales (2,1 %). L'évolution de l’occupation des sols de la commune et de ses infrastructures peut être observée sur les différentes représentations cartographiques du territoire : la carte de Cassini (XVIIIe siècle), la carte d'état-major (1820-1866) et les cartes ou photos aériennes de l'IGN pour la période actuelle (1950 à aujourd'hui).

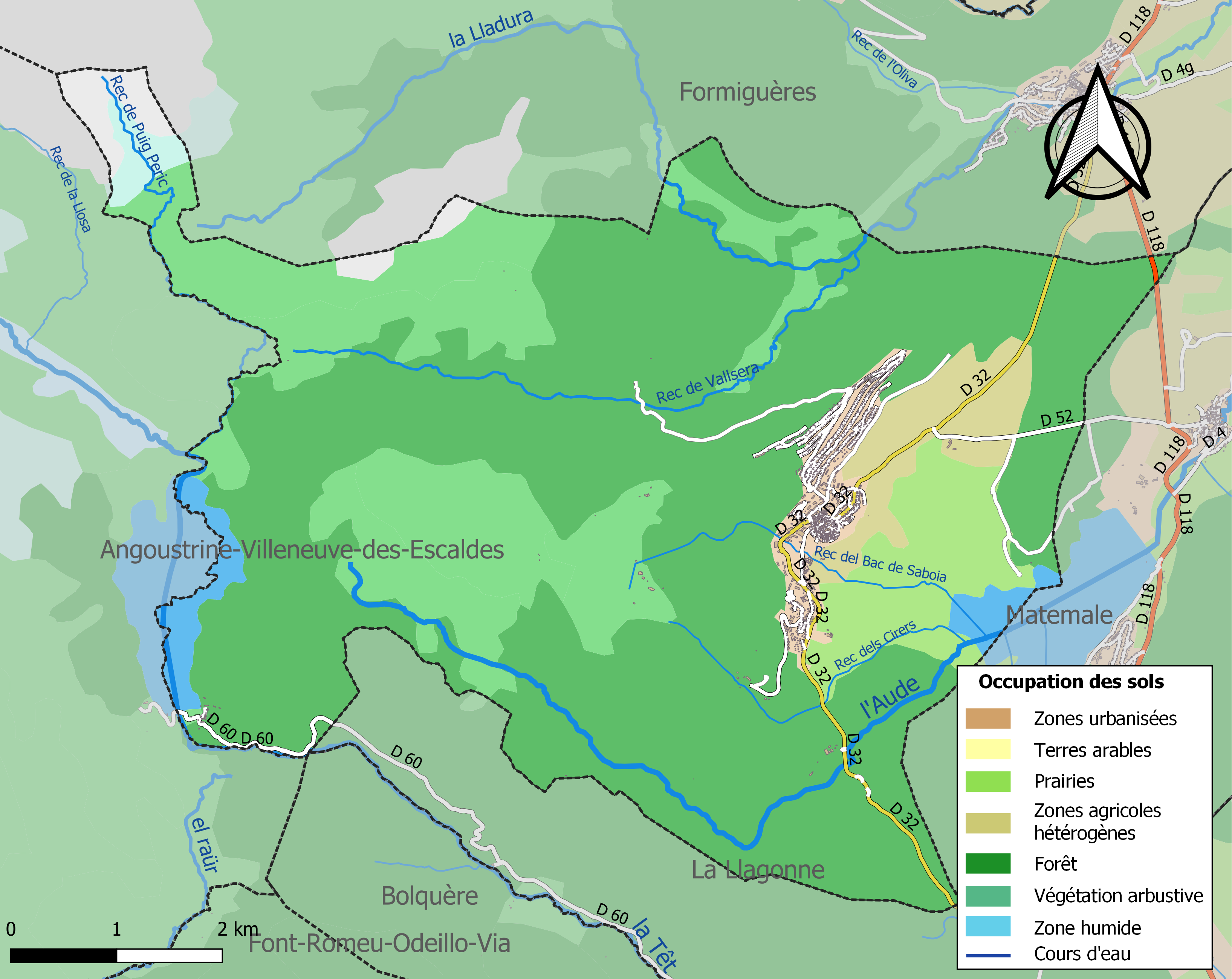
Carte des infrastructures et de l'occupation des sols de la commune en 2018 (CLC).

### Voies de communication et transports

#### Voies routières
- D 32 en provenance de Formiguères, au nord ;
- D 52 puis D 32 en provenance de Matemale, à l'est ;
- D 32 en provenance de Mont-Louis, au sud.

#### Transports
La gare la plus proche est la gare de Mont-Louis - La Cabanasse.
La ligne 561 du réseau régional liO relie la commune à la gare de Perpignan depuis Puyvalador, et la ligne 562 relie la commune à Puyvalador et à Latour-de-Carol.

### Risques majeurs
Le territoire de la commune des Angles est vulnérable à différents aléas naturels : inondations, climatiques (grand froid ou canicule), feux de forêts, mouvements de terrains, avalanche  et séisme (sismicité moyenne). Il est également exposé à un risque technologique, la rupture d'un barrage, et à un risque particulier, le risque radon,.

#### Risques naturels
Certaines parties du territoire communal sont susceptibles d’être affectées par le risque d’inondation par crue torrentielle de cours d'eau des bassins de l'Aude et de la Têt.
Les mouvements de terrains susceptibles de se produire sur la commune sont soit des mouvements liés au retrait-gonflement des argiles, soit des glissements de terrains, soit des chutes de blocs. Une cartographie nationale de l'aléa retrait-gonflement des argiles permet de connaître les sols argileux ou marneux susceptibles vis-à-vis de ce phénomène

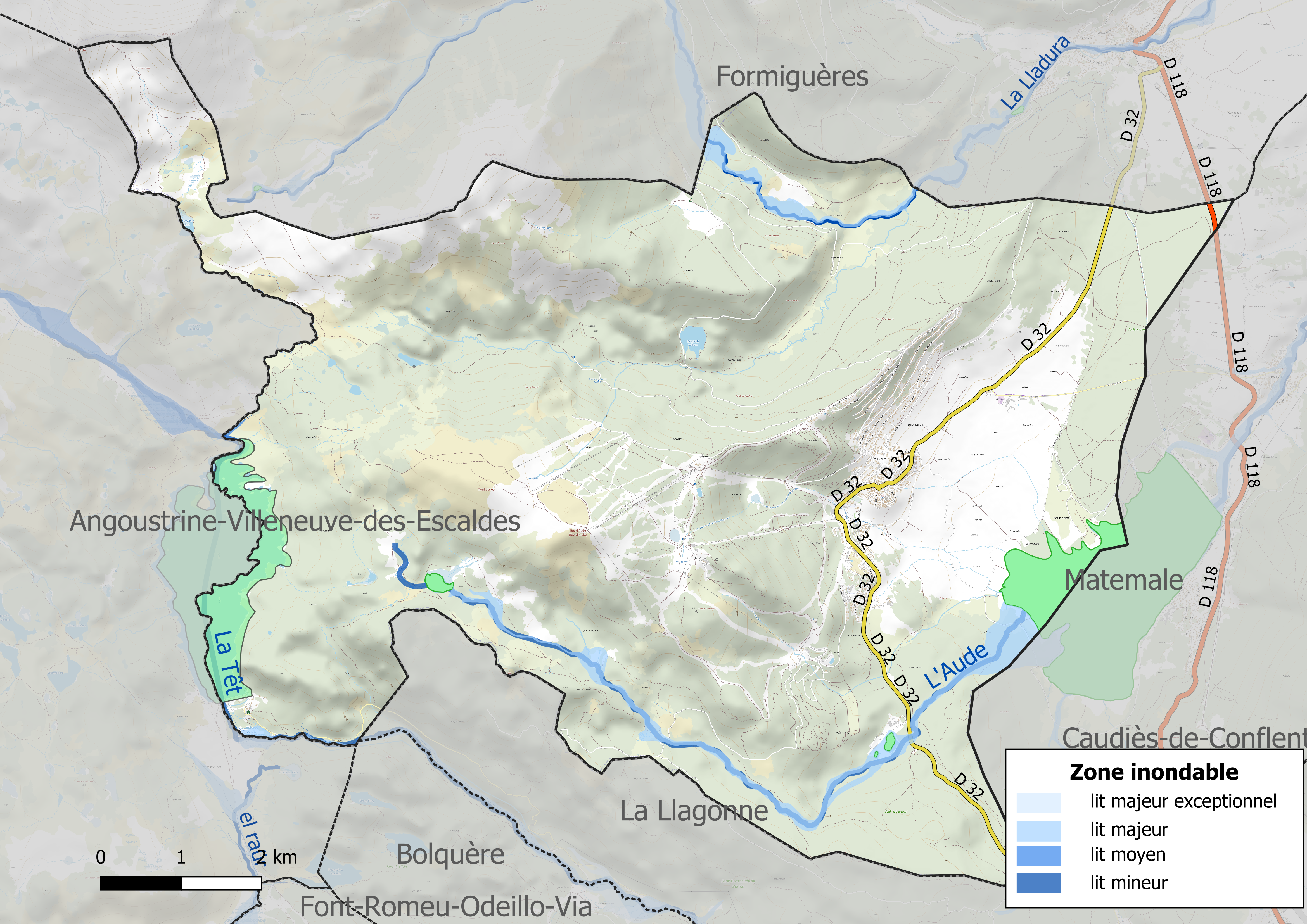
Carte des zones inondables.
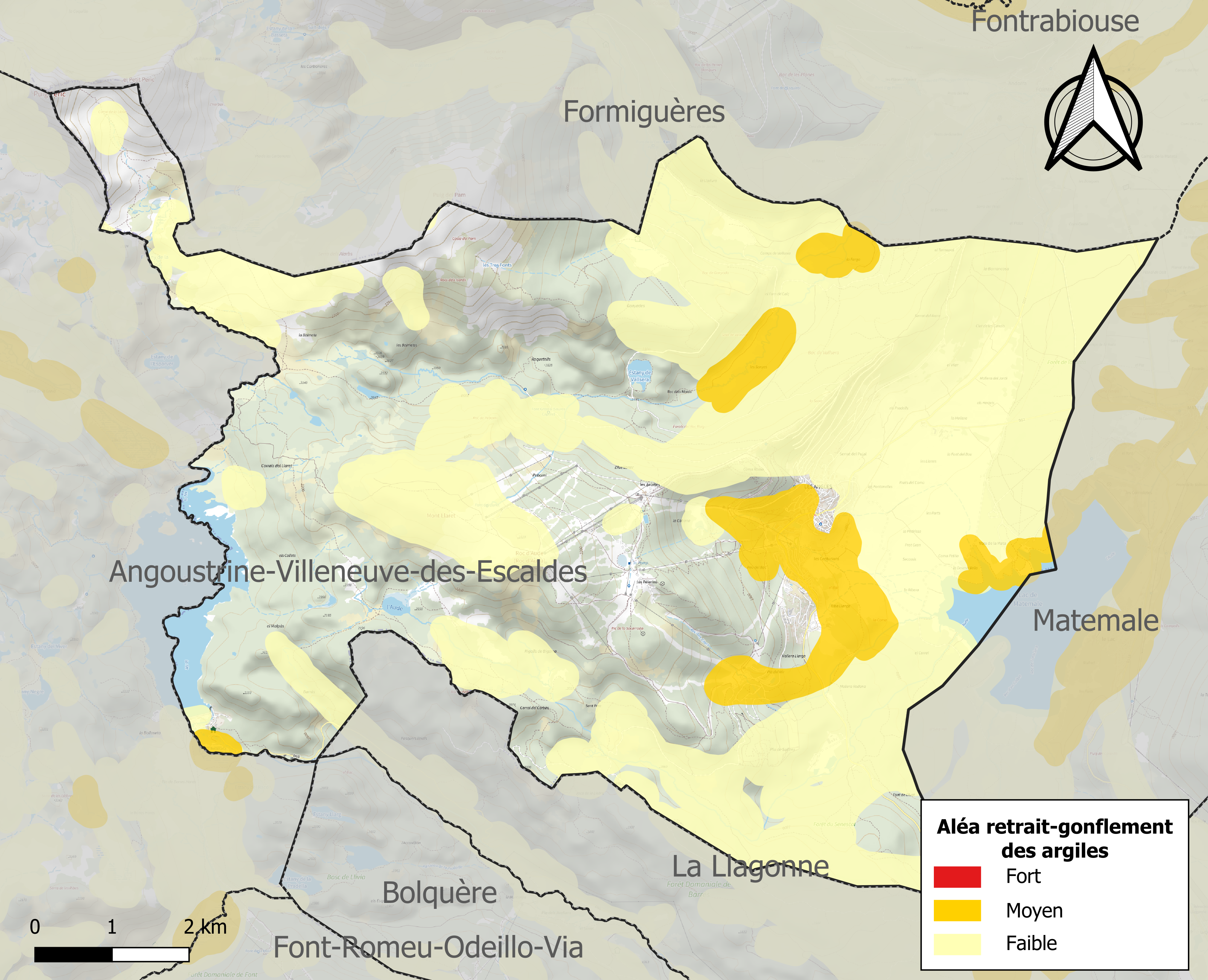
Carte des zones d'aléa retrait-gonflement des argiles.

#### Risques technologiques
Dans le département des Pyrénées-Orientales, on dénombre sept grands barrages susceptibles d’occasionner des dégâts en cas de rupture. La commune fait partie des 66 communes susceptibles d’être touchées par l’onde de submersion consécutive à la rupture d’un de ces barrages, le barrage des Bouillouses sur la Têt, un ouvrage de 17,5 m de hauteur construit en 1910.

#### Risque particulier
Dans plusieurs parties du territoire national, le radon, accumulé dans certains logements ou autres locaux, peut constituer une source significative d’exposition de la population aux rayonnements ionisants. Toutes les communes du département sont concernées par le risque radon à un niveau plus ou moins élevé. Selon la classification de 2018, la commune des Angles est classée en zone 3, à savoir zone à potentiel radon significatif.

## Toponymie
En catalan, le nom de la commune est Els Angles.
Du latin Angulus, qui veut dire angles auquel on a rajouté l'article Ille, Els en catalan.
Le nom de la localité peut faire référence à la forme du village en coin pointu (comme le coin servant à fendre du bois), mais aussi à sa position écarté dans le coin sud-ouest du Capcir[réf. nécessaire].
Le lieu est mentionné, pour les premières fois, sous les noms de sanctus Salvador de Angulis en 908 puis alodium de Angulas en 965.
L'ancien hameau de Balcère (Vallsera en catalan, Vallserra sur la carte IGN) aujourd'hui disparu, est mentionné pour la première fois en 1011 : vallem Ursariam, ou la vallée des ours. La forme s'est ensuite contractée en Valsera, Vallsera, parfois Valserola.

## Histoire
La présence de tessons de poterie recueillis lors de travaux de construction du lotissement de La Solana prouve l'occupation du territoire à une époque préhistorique ou protohistorique.
Le territoire des Angles est donné en 965 par Sunifred II de Cerdagne, comte de Cerdagne, au monastère de Saint-Michel de Cuxa.
En 1181, le roi d'Aragon autorise l'abbé de Saint-Michel de Cuxa à fortifier ses possessions. Les habitants abandonnent alors l'ancien village, construit autour de l'église Saint-Sauveur, pour venir s'installer dans l'enceinte des fortifications du château. C'est le lieu du village actuel, situé sur une légère éminence et à 300 mètres de l'ancien village.
Le château est construit à partir d'une ferme forte, le mansus de Podio, transformée et fortifiée (castrum de Podio Angulorum in parochia Sancti Salvatoris).
L'ancienne église Saint-Sauveur est située à 400 m au nord-est de l'église actuelle, construite dans les années 1860 à partir d'elle.
Le hameau de Balcère (Vallsera en catalan), situé au pied de sa petite église Sainte-Marie, appartenait depuis 1011 à l'abbaye Saint-Michel de Cuxa. En 1312, les troupes du comte d'Armagnac pillent le Capcir et en particulier Balcère, mais c'est surtout entre 1347 et 1350 que la peste noire emporte toute la population du village. Celui-ci se repeuplera un peu, et en 1701 l'abbaye de Cuxa cède le territoire aux Angles pour la somme de 450 écus. Le village n'est plus habité du tout à partir du XVIIIe siècle.
Le 1er janvier 2014, la commune intègre la Communauté de communes Capcir Haut-Conflent.
En 2022 , le Journal du Net ( JDN ) classe les Angles comme la 2 ème ville la plus endetté de France .

## Politique et administration

### Canton
En 1790, la commune des Angles est intégrée dans le canton de Formiguères. Celui-ci est dissous en 1801 et Les Angles sont alors rattachés au canton de Mont-Louis, qu'ils ne quittent plus par la suite,. À compter des élections départementales de 2015, la commune des Angles rejoint le nouveau canton des Pyrénées catalanes.

### Administration municipale

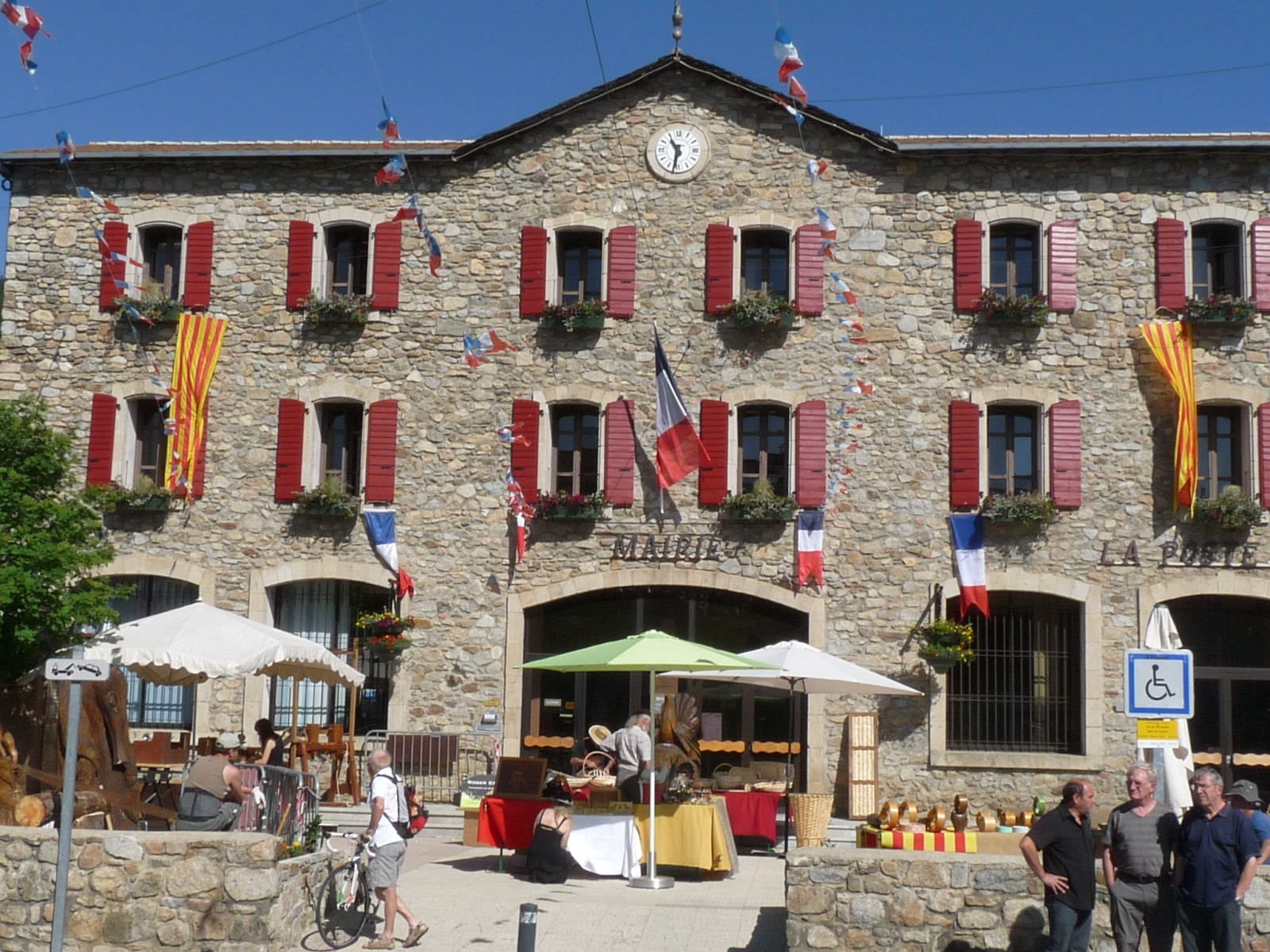
La mairie.

Le budget de la mairie est de 15 millions d'euros.
L'équipe municipale comprend le maire, quatre adjoints et dix conseillers. Le conseil municipal se réunit une dizaine de fois par an.
En juin 2022, l'équipe municipale du village a inauguré le Conseil Municipal des Jeunes (CMJ) avec précisément 15 jeunes engagés.

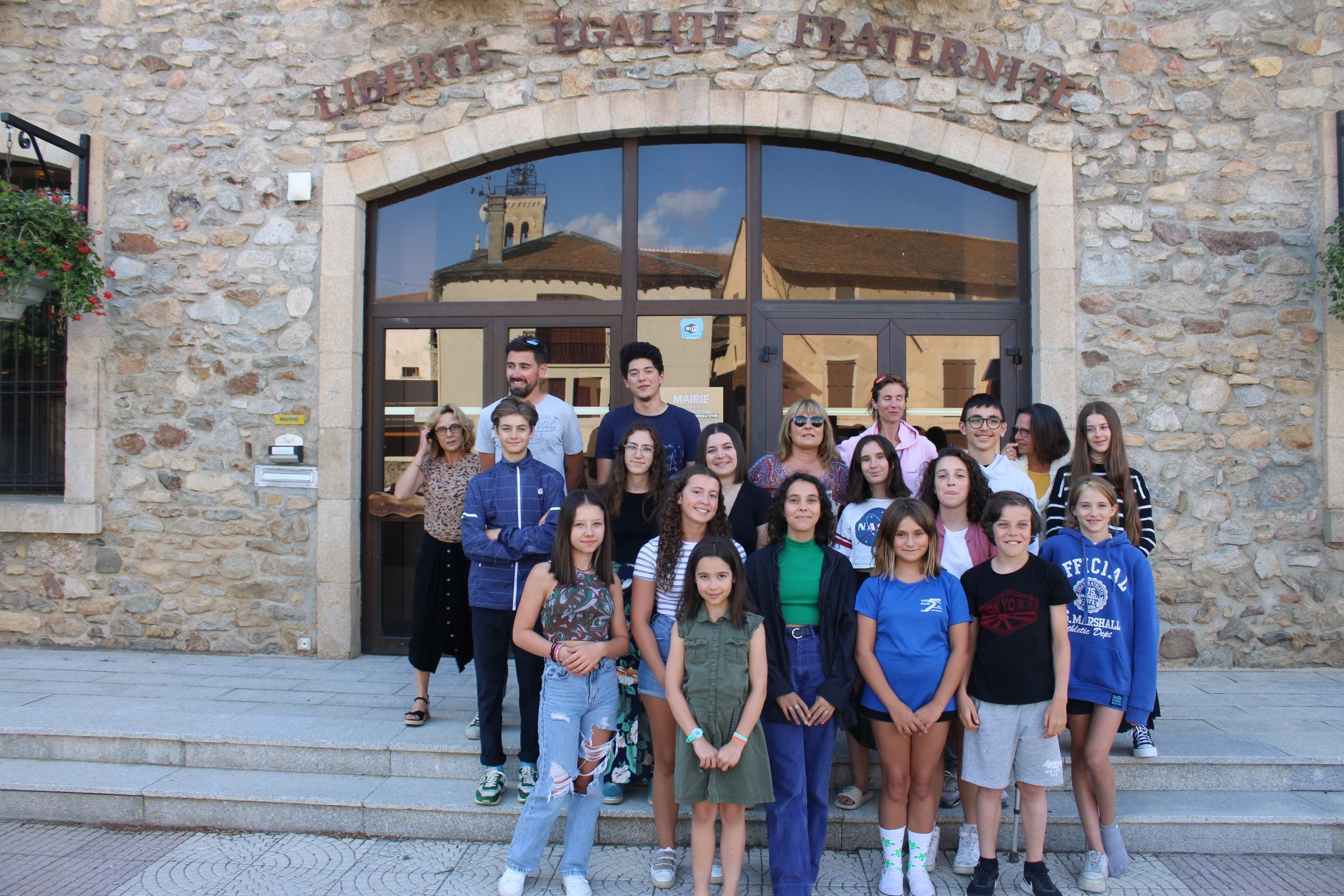
Conseil Municipal des Jeunes, Les Angles.

### Liste des maires
| Période   | Période   | Identité        | Étiquette       | Qualité                     |
| --------- | --------- | --------------- | --------------- | --------------------------- |
|           |           |                 |                 |                             |
| mars 2001 | mars 2014 | Christian Blanc | DVD             | Ancien conseiller général   |
| mars 2014 | En cours  | Michel Poudade  | Pas d'étiquette | Chef d'entreprise, hôtelier |

## Population et société

### Démographie ancienne
La population est exprimée en nombre de feux (f) ou d'habitants (H).
| 1358 | 1365 | 1378 | 1424 | 1470 | 1515 | 1553 | 1709 | 1720 |
| ---- | ---- | ---- | ---- | ---- | ---- | ---- | ---- | ---- |
| 46 f | 44 f | 17 f | 7 f  | 4 f  | 14 f | 8 f  | 48 f | 32 f |

| 1767  | 1774  | 1788  | 1789  | - | - | - | - | - |
| ----- | ----- | ----- | ----- | - | - | - | - | - |
| 537 H | 107 f | 565 H | 110 f | - | - | - | - | - |

Notes :
- 1358 : dont 15 feux pour Vallsera ;
- 1365 : dont 13 feux pour Vallsera ;
- 1378 : dont 3 feux pour Vallsera.

### Démographie contemporaine
L'évolution du nombre d'habitants est connue à travers les recensements de la population effectués dans la commune depuis 1793. Pour les communes de moins de 10 000 habitants, une enquête de recensement portant sur toute la population est réalisée tous les cinq ans, les populations de référence des années intermédiaires étant quant à elles estimées par interpolation ou extrapolation. Pour la commune, le premier recensement exhaustif entrant dans le cadre du nouveau dispositif a été réalisé en 2008.

En 2022, la commune comptait 584 habitants, en évolution de +8,75 % par rapport à 2016 (Pyrénées-Orientales : +3,92 %, France hors Mayotte : +2,11 %).
| 1793 | 1800 | 1806 | 1821 | 1831 | 1836 | 1841 | 1846 | 1851 |
| ---- | ---- | ---- | ---- | ---- | ---- | ---- | ---- | ---- |
| 350  | 573  | 624  | 666  | 697  | 730  | 728  | 725  | 730  |

| 1856 | 1861 | 1866 | 1872 | 1876 | 1881 | 1886 | 1891 | 1896 |
| ---- | ---- | ---- | ---- | ---- | ---- | ---- | ---- | ---- |
| 696  | 705  | 674  | 694  | 574  | 576  | 583  | 501  | 524  |

| 1901 | 1906 | 1911 | 1921 | 1926 | 1931 | 1936 | 1946 | 1954 |
| ---- | ---- | ---- | ---- | ---- | ---- | ---- | ---- | ---- |
| 507  | 515  | 510  | 518  | 511  | 508  | 517  | 341  | 328  |

| 1962 | 1968 | 1975 | 1982 | 1990 | 1999 | 2006 | 2008 | 2013 |
| ---- | ---- | ---- | ---- | ---- | ---- | ---- | ---- | ---- |
| 255  | 277  | 351  | 475  | 528  | 590  | 568  | 561  | 528  |

| 2018 | 2022 | - | - | - | - | - | - | - |
| ---- | ---- | - | - | - | - | - | - | - |
| 558  | 584  | - | - | - | - | - | - | - |

| selon la population municipale des années : | 1968 | 1975 | 1982 | 1990 | 1999 | 2006 | 2009 | 2013 |
| Rang de la commune dans le département      | 121  | 114  | 88   | 95   | 96   | 105  | 106  | 108  |
| Nombre de communes du département           | 232  | 217  | 220  | 225  | 226  | 226  | 226  | 226  |

### Enseignement
L'école est un regroupement pédagogique intercommunal à Matemale de la maternelle jusqu'à la primaire. Mais avant 2019, de la PS à la MS se situait à Matemale. De la GS à la CE1 aux Angles et du CE2 au CM2 à Formiguères
Le secteur du collège-lycée est Font-Romeu.

### Manifestations culturelles et festivités
- Fête patronale : 29 septembre[63] ;
- Fête communale : 2 mai[63] ;
- Feu de la saint Jean : 23 juin[64].
- Fête de la patate : Aux alentours du 16 octobre (peut varier selon les années)

### Santé
Une pharmacie ainsi qu'une maison de santé sont présentes aux Angles.

### Sports
Les Angles accueillent chaque année, au début du mois de juillet, le triathlon Altriman, considéré comme l'un des plus exigeants au monde. Il rassemble plus de 1200 participants.
Une arrivée dans la station des Angles, fut jugée lors de la 3e étape du Route d'Occitanie 2022. L'ascension fut classée en 3e catégorie car déjà précédée du col des Hares. L'étape fut remportée par Michael Woods qui prenait du même coup la tête de l'épreuve.

## Économie

### Revenus
En 2018, la commune compte 302 ménages fiscaux, regroupant 565 personnes. La médiane du revenu disponible par unité de consommation est de 20 300 € (19 350 € dans le département).

### Emploi
|                | 2008   | 2013   | 2018   |
| -------------- | ------ | ------ | ------ |
| Commune        | 1,5 %  | 3,6 %  | 4 %    |
| Département    | 10,3 % | 12,9 % | 13,3 % |
| France entière | 8,3 %  | 10 %   | 10 %   |

En 2018, la population âgée de 15 à 64 ans s'élève à 349 personnes, parmi lesquelles on compte 80,5 % d'actifs (76,5 % ayant un emploi et 4 % de chômeurs) et 19,5 % d'inactifs,. Depuis 2008, le taux de chômage communal (au sens du recensement) des 15-64 ans est inférieur à celui de la France et du département.
La commune est hors attraction des villes,. Elle compte 591 emplois en 2018, contre 527 en 2013 et 496 en 2008. Le nombre d'actifs ayant un emploi résidant dans la commune est de 280, soit un indicateur de concentration d'emploi de 211 % et un taux d'activité parmi les 15 ans ou plus de 60,7 %.
Sur ces 280 actifs de 15 ans ou plus ayant un emploi, 234 travaillent dans la commune, soit 84 % des habitants. Pour se rendre au travail, 56,1 % des habitants utilisent un véhicule personnel ou de fonction à quatre roues, 0,4 % les transports en commun, 36,8 % s'y rendent en deux-roues, à vélo ou à pied et 6,8 % n'ont pas besoin de transport (travail au domicile).

### Activités hors agriculture
264 établissements sont implantés  aux Angles au 31 décembre 2019. Le tableau ci-dessous en détaille le nombre par secteur d'activité et compare les ratios avec ceux du département,.
| Secteur d'activité                                                                                        | Commune | Commune | Département |
| Secteur d'activité                                                                                        | Nombre  | %       | %           |
| --- | ------- | ------- | ----------- |
| Ensemble                                                                                                  | 264     | 100 %   | (100 %)     |
| Industrie manufacturière, industries extractives et autres                                                | 12      | 4,5 %   | (8,7 %)     |
| Construction                                                                                              | 23      | 8,7 %   | (14,3 %)    |
| Commerce de gros et de détail, transports, hébergement et restauration                                    | 84      | 31,8 %  | (30,5 %)    |
| Information et communication                                                                              | 1       | 0,4 %   | (1,9 %)     |
| Activités financières et d'assurance                                                                      | 4       | 1,5 %   | (3 %)       |
| Activités immobilières                                                                                    | 23      | 8,7 %   | (6,2 %)     |
| Activités spécialisées, scientifiques et techniques et activités de services administratifs et de soutien | 20      | 7,6 %   | (13 %)      |
| Administration publique, enseignement, santé humaine et action sociale                                    | 75      | 28,4 %  | (13,9 %)    |
| Autres activités de services                                                                              | 22      | 8,3 %   | (8,5 %)     |

Le secteur du commerce de gros et de détail, des transports, de l'hébergement et de la restauration est prépondérant sur la commune puisqu'il représente 31,8 % du nombre total d'établissements de la commune (84 sur les 264 entreprises implantées aux Angles), contre 30,5 % au niveau départemental.

#### Entreprises et commerces
La station créée en 1964 par Paul Samson est devenue une des plus performantes des Pyrénées après quatre décennies.

### Agriculture
|               | 1988 | 2000 | 2010 | 2020 |
| ------------- | ---- | ---- | ---- | ---- |
| Exploitations | 9    | 10   | 6    | 5    |
| SAU (ha)      | 98   | 176  | 130  | 263  |

La commune est dans le Capcir », une petite région agricole dans le département des Pyrénées-Orientales. En 2020, l'orientation technico-économique de l'agriculture  sur la commune est l'élevage d'équidés et/ou d' autres herbivores. Cinq exploitations agricoles ayant leur siège dans la commune sont dénombrées lors du recensement agricole de 2020 (neuf en 1988). La superficie agricole utilisée est de 263 ha,,.

## Culture locale et patrimoine

### Monuments et lieux touristiques
- L'église paroissiale Saint-Michel.
- Vestiges de la petite église Sainte-Marie de Vallsera, de style roman.
- Vestiges de l'église Saint-Sauveur des Angles.
- Vestiges de l'ancien château médiéval.
- Parc animalier des Angles.
- Station de sports d'hiver.
- Lac et refuge des Bouillouses.

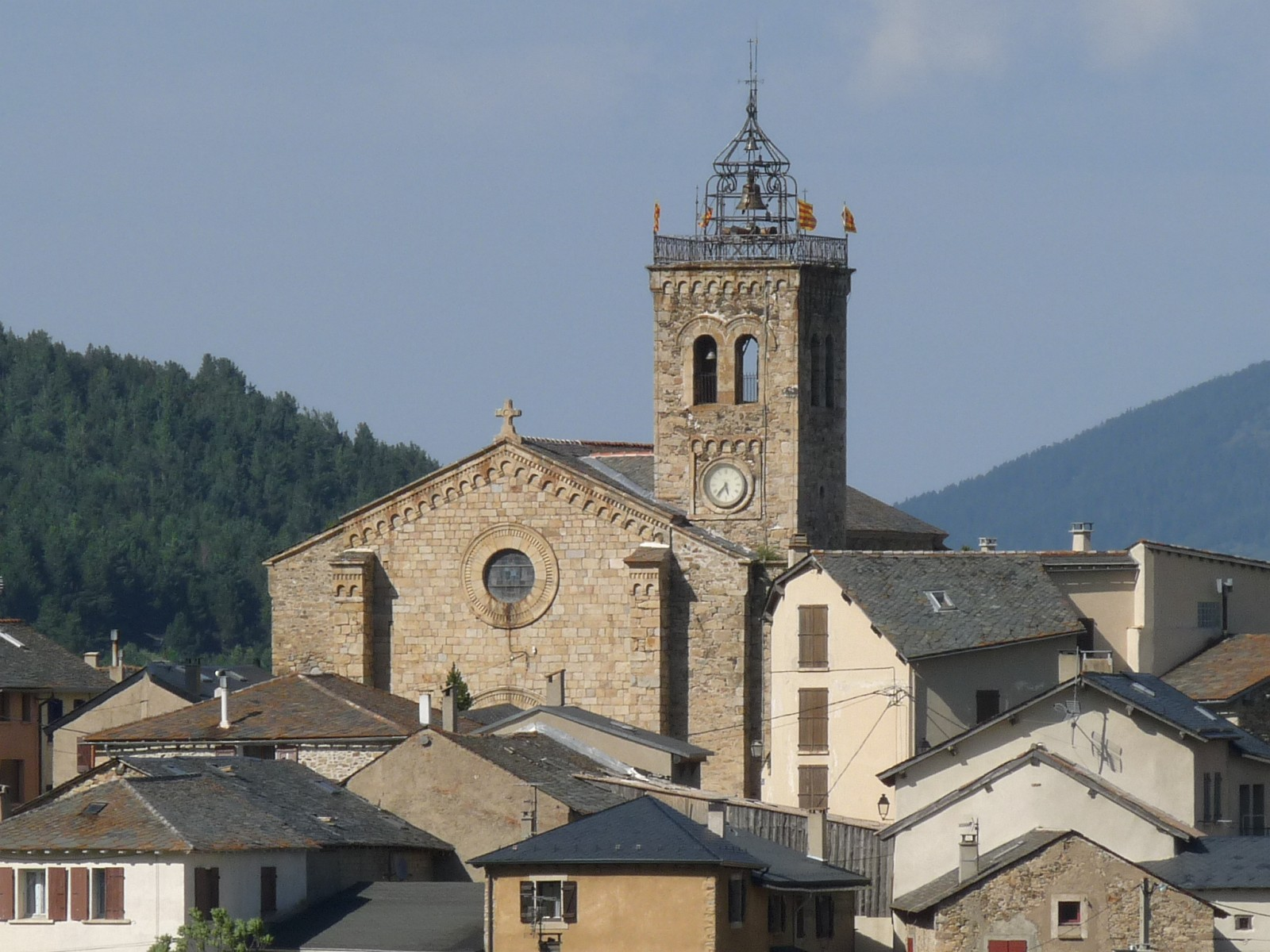
L'église Saint-Michel.
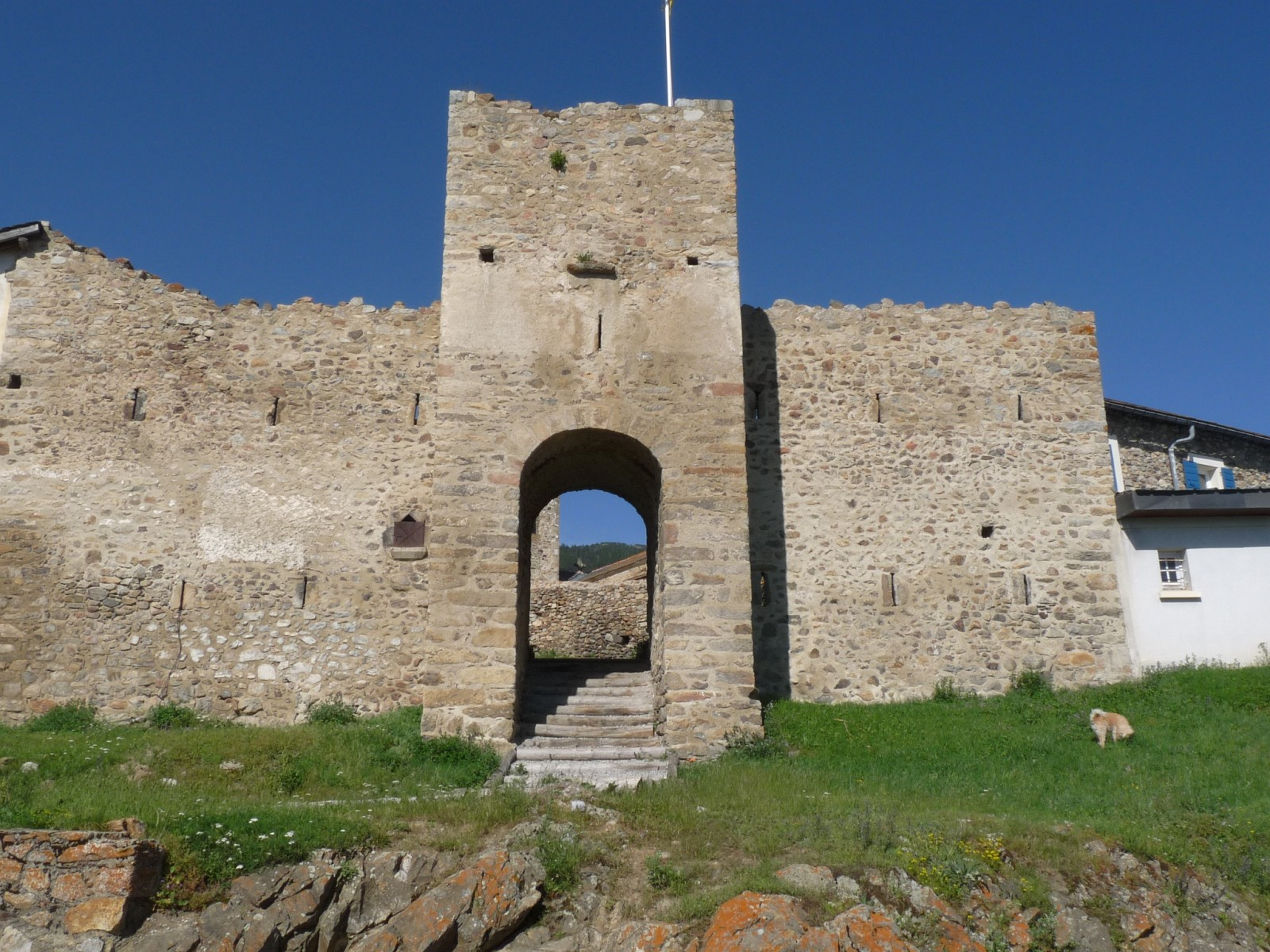
L'ancien château et sa porte.
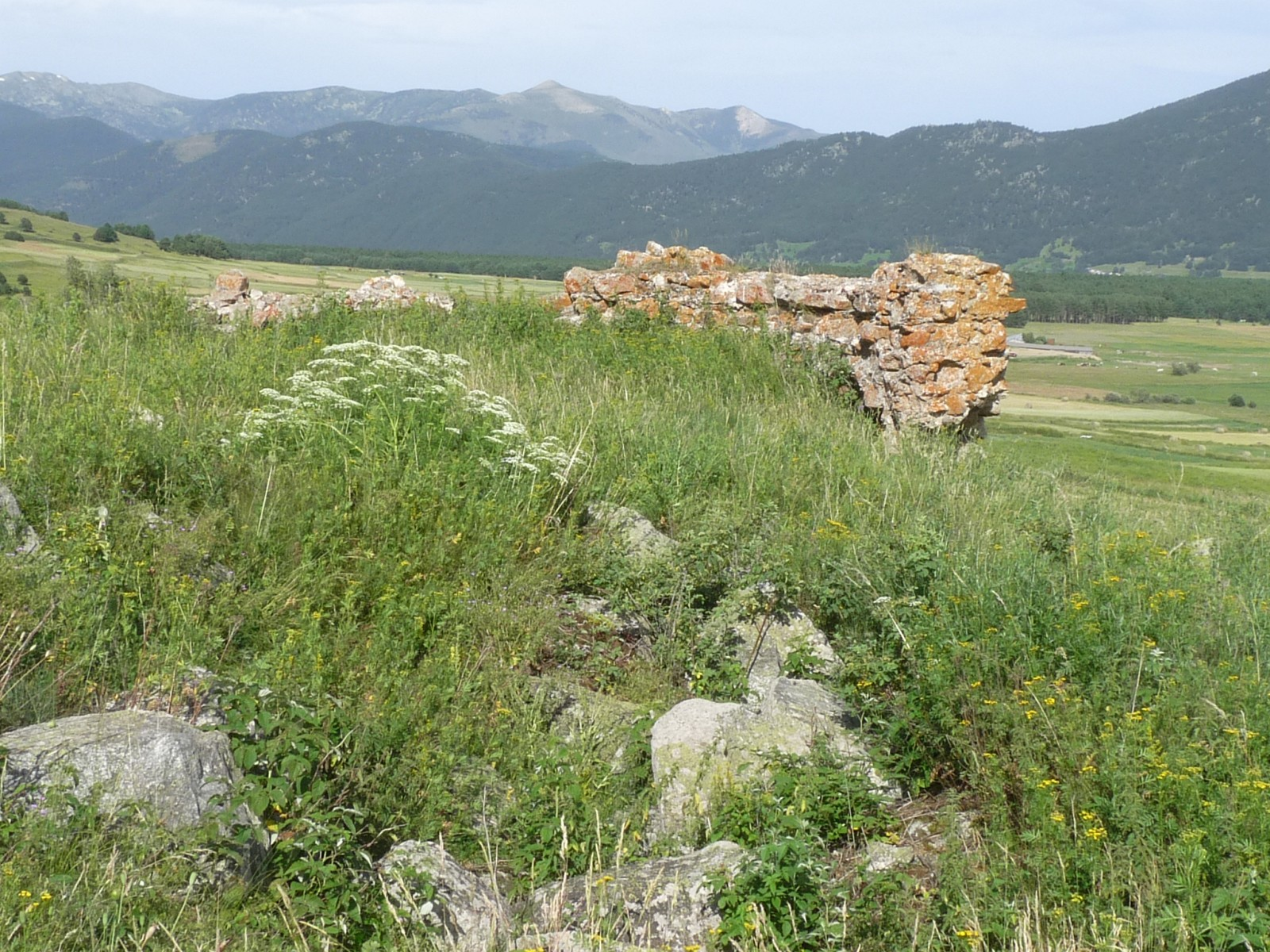
Vestiges de l'église Saint-Sauveur
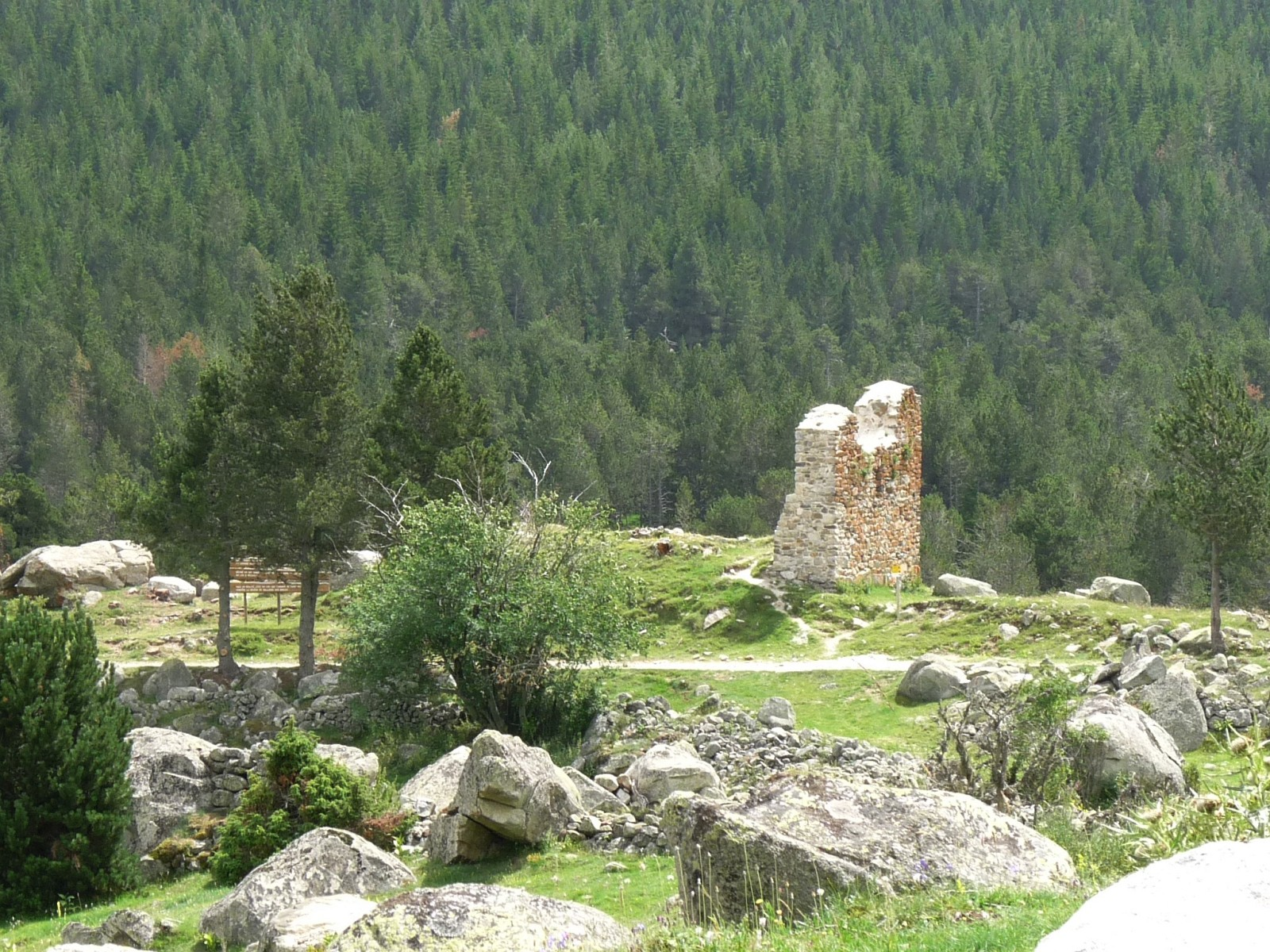
Vestiges de la petite église Sainte-Marie de Vallsera

### Personnalités liées à la commune
- Paul Naudo (1794-1848) : religieux né aux Angles.

### Culture populaire
Chanson
- Adieu, chère ville des Angles, chanson populaire[70]